# Lista de asteroides (452001-453000)
Esta é uma lista parcial de asteroides, do asteroide número 452001 até o 453000, inclusive. Veja também o índice com todas as listas disponíveis.

| Objeto Próximos à Terra | Cinturão de asteroides (interno) | Cinturão de asteroides (externo) | Centauro       |
| Cruzador de Marte       | Cinturão de asteroides (meio)    | Troianos de Júpiter              | Transnetuniano |

Veja mais dados de cada asteroide na ligação externa para o Minor Planet Center na última coluna.
Índice: 452001... 452101... 452201... 452301... 452401... 452501... 452601... 452701... 452801... 452901... 

## 452001–452100
| Designação | Designação | Descoberta  | Descoberta   | Descobridor(es)     | Categoria | Mais informações / Referência |
| Permanente | Provisória | Data        | Local        | Descobridor(es)     | Categoria | Mais informações / Referência |
| ---------- | ---------- | ----------- | ------------ | ------------------- | --------- | ----------------------------- |
| 452001     | 2014 OP46  | 3 nov 2004  | Kitt Peak    | Spacewatch          | —         | MPC                           |
| 452002     | 2014 OG48  | 27 nov 2010 | Mount Lemmon | Mount Lemmon Survey | —         | MPC                           |
| 452003     | 2014 OR48  | 12 set 2004 | Kitt Peak    | Spacewatch          | —         | MPC                           |
| 452004     | 2014 OA54  | 28 out 2010 | Mount Lemmon | Mount Lemmon Survey | —         | MPC                           |
| 452005     | 2014 OL54  | 2 nov 2010  | Mount Lemmon | Mount Lemmon Survey | —         | MPC                           |
| 452006     | 2014 OX57  | 10 mai 2005 | Mount Lemmon | Mount Lemmon Survey | —         | MPC                           |
| 452007     | 2014 OB67  | 5 jan 2000  | Kitt Peak    | Spacewatch          | —         | MPC                           |
| 452008     | 2014 OU87  | 27 set 2006 | Mount Lemmon | Mount Lemmon Survey | —         | MPC                           |
| 452009     | 2014 OO88  | 3 abr 2008  | Kitt Peak    | Spacewatch          | —         | MPC                           |
| 452010     | 2014 OO90  | 27 dez 2006 | Mount Lemmon | Mount Lemmon Survey | —         | MPC                           |
| 452011     | 2014 OT92  | 18 out 2006 | Kitt Peak    | Spacewatch          | —         | MPC                           |
| 452012     | 2014 OC93  | 29 jul 2009 | Kitt Peak    | Spacewatch          | —         | MPC                           |
| 452013     | 2014 OA97  | 18 set 2010 | Mount Lemmon | Mount Lemmon Survey | —         | MPC                           |
| 452014     | 2014 OJ104 | 25 ago 2004 | Kitt Peak    | Spacewatch          | Brangane  | MPC                           |
| 452015     | 2014 OO114 | 17 out 1995 | Kitt Peak    | Spacewatch          | —         | MPC                           |
| 452016     | 2014 OX114 | 20 jan 2012 | Mount Lemmon | Mount Lemmon Survey | —         | MPC                           |
| 452017     | 2014 OO117 | 31 mar 2008 | Kitt Peak    | Spacewatch          | —         | MPC                           |
| 452018     | 2014 OJ119 | 11 set 2004 | Kitt Peak    | Spacewatch          | —         | MPC                           |
| 452019     | 2014 OU119 | 9 jan 2011  | Kitt Peak    | Spacewatch          | —         | MPC                           |
| 452020     | 2014 OG120 | 26 fev 2008 | Mount Lemmon | Mount Lemmon Survey | —         | MPC                           |
| 452021     | 2014 OL122 | 5 jul 2005  | Kitt Peak    | Spacewatch          | —         | MPC                           |
| 452022     | 2014 OD124 | 19 set 2010 | Kitt Peak    | Spacewatch          | —         | MPC                           |
| 452023     | 2014 OG125 | 24 nov 2011 | Mount Lemmon | Mount Lemmon Survey | —         | MPC                           |
| 452024     | 2014 OY125 | 10 nov 2010 | Mount Lemmon | Mount Lemmon Survey | —         | MPC                           |
| 452025     | 2014 OS135 | 17 mar 2013 | Kitt Peak    | Spacewatch          | —         | MPC                           |
| 452026     | 2014 OA138 | 23 nov 2006 | Kitt Peak    | Spacewatch          | —         | MPC                           |
| 452027     | 2014 OE141 | 22 mai 2003 | Kitt Peak    | Spacewatch          | —         | MPC                           |
| 452028     | 2014 OD151 | 30 set 2006 | Mount Lemmon | Mount Lemmon Survey | —         | MPC                           |
| 452029     | 2014 OC152 | 21 fev 2007 | Mount Lemmon | Mount Lemmon Survey | Brangane  | MPC                           |
| 452030     | 2014 OP154 | 7 jul 2010  | WISE         | WISE                | —         | MPC                           |
| 452031     | 2014 OL155 | 26 set 2009 | Mount Lemmon | Mount Lemmon Survey | —         | MPC                           |
| 452032     | 2014 OO165 | 13 out 2010 | Mount Lemmon | Mount Lemmon Survey | —         | MPC                           |
| 452033     | 2014 OQ165 | 7 out 2004  | Socorro      | LINEAR              | —         | MPC                           |
| 452034     | 2014 OD166 | 22 jul 2006 | Mount Lemmon | Mount Lemmon Survey | —         | MPC                           |
| 452035     | 2014 OQ166 | 8 nov 2010  | Mount Lemmon | Mount Lemmon Survey | —         | MPC                           |
| 452036     | 2014 OC167 | 24 set 2006 | Kitt Peak    | Spacewatch          | —         | MPC                           |
| 452037     | 2014 OW167 | 22 set 2009 | Mount Lemmon | Mount Lemmon Survey | —         | MPC                           |
| 452038     | 2014 OM169 | 23 set 2009 | Kitt Peak    | Spacewatch          | —         | MPC                           |
| 452039     | 2014 OB178 | 17 set 2009 | Mount Lemmon | Mount Lemmon Survey | —         | MPC                           |
| 452040     | 2014 OF179 | 6 dez 2010  | Kitt Peak    | Spacewatch          | —         | MPC                           |
| 452041     | 2014 OG181 | 9 jul 2010  | WISE         | WISE                | —         | MPC                           |
| 452042     | 2014 OG199 | 19 dez 2004 | Mount Lemmon | Mount Lemmon Survey | —         | MPC                           |
| 452043     | 2014 OQ202 | 6 fev 2008  | Catalina     | CSS                 | —         | MPC                           |
| 452044     | 2014 OX209 | 12 mar 2007 | Mount Lemmon | Mount Lemmon Survey | —         | MPC                           |
| 452045     | 2014 OT216 | 31 dez 2011 | Kitt Peak    | Spacewatch          | —         | MPC                           |
| 452046     | 2014 OY239 | 28 mar 2008 | Kitt Peak    | Spacewatch          | —         | MPC                           |
| 452047     | 2014 OD240 | 15 ago 2009 | Kitt Peak    | Spacewatch          | —         | MPC                           |
| 452048     | 2014 OF240 | 16 mar 2007 | Mount Lemmon | Mount Lemmon Survey | —         | MPC                           |
| 452049     | 2014 OC243 | 26 nov 2005 | Mount Lemmon | Mount Lemmon Survey | —         | MPC                           |
| 452050     | 2014 OL243 | 8 out 2007  | Mount Lemmon | Mount Lemmon Survey | —         | MPC                           |
| 452051     | 2014 OA246 | 31 jan 2009 | Kitt Peak    | Spacewatch          | —         | MPC                           |
| 452052     | 2014 OA253 | 27 ago 2009 | Kitt Peak    | Spacewatch          | —         | MPC                           |
| 452053     | 2014 OP253 | 25 mar 2008 | Kitt Peak    | Spacewatch          | —         | MPC                           |
| 452054     | 2014 OG274 | 16 out 2009 | Mount Lemmon | Mount Lemmon Survey | —         | MPC                           |
| 452055     | 2014 ON274 | 29 dez 2005 | Kitt Peak    | Spacewatch          | —         | MPC                           |
| 452056     | 2014 OZ280 | 5 abr 2008  | Mount Lemmon | Mount Lemmon Survey | —         | MPC                           |
| 452057     | 2014 OB286 | 9 out 2004  | Kitt Peak    | Spacewatch          | Brangane  | MPC                           |
| 452058     | 2014 OW301 | 30 set 2010 | Mount Lemmon | Mount Lemmon Survey | —         | MPC                           |
| 452059     | 2014 OW303 | 9 fev 2008  | Mount Lemmon | Mount Lemmon Survey | —         | MPC                           |
| 452060     | 2014 OV304 | 30 set 2010 | Mount Lemmon | Mount Lemmon Survey | —         | MPC                           |
| 452061     | 2014 OU305 | 11 out 2004 | Kitt Peak    | Spacewatch          | —         | MPC                           |
| 452062     | 2014 OY308 | 9 jul 2005  | Kitt Peak    | Spacewatch          | —         | MPC                           |
| 452063     | 2014 ON310 | 18 jan 2013 | Kitt Peak    | Spacewatch          | —         | MPC                           |
| 452064     | 2014 OE311 | 18 out 2006 | Kitt Peak    | Spacewatch          | —         | MPC                           |
| 452065     | 2014 OC313 | 11 out 2005 | Kitt Peak    | Spacewatch          | —         | MPC                           |
| 452066     | 2014 OP324 | 19 nov 2006 | Catalina     | CSS                 | —         | MPC                           |
| 452067     | 2014 OY330 | 1 mar 2008  | Kitt Peak    | Spacewatch          | —         | MPC                           |
| 452068     | 2014 OE333 | 23 fev 2007 | Mount Lemmon | Mount Lemmon Survey | —         | MPC                           |
| 452069     | 2014 OD334 | 8 mai 2008  | Mount Lemmon | Mount Lemmon Survey | Brangane  | MPC                           |
| 452070     | 2014 OR340 | 10 set 2004 | Kitt Peak    | Spacewatch          | —         | MPC                           |
| 452071     | 2014 OE351 | 3 out 2005  | Kitt Peak    | Spacewatch          | —         | MPC                           |
| 452072     | 2014 ON353 | 2 dez 2005  | Kitt Peak    | Spacewatch          | Brangane  | MPC                           |
| 452073     | 2014 OS353 | 29 out 2010 | Mount Lemmon | Mount Lemmon Survey | —         | MPC                           |
| 452074     | 2014 OQ358 | 30 jan 2006 | Kitt Peak    | Spacewatch          | —         | MPC                           |
| 452075     | 2014 OW365 | 3 out 2008  | Mount Lemmon | Mount Lemmon Survey | —         | MPC                           |
| 452076     | 2014 OQ377 | 29 set 2005 | Mount Lemmon | Mount Lemmon Survey | —         | MPC                           |
| 452077     | 2014 OR380 | 6 mai 2002  | Kitt Peak    | Spacewatch          | —         | MPC                           |
| 452078     | 2014 OG382 | 8 abr 2013  | Mount Lemmon | Mount Lemmon Survey | —         | MPC                           |
| 452079     | 2014 OC385 | 17 dez 2007 | Mount Lemmon | Mount Lemmon Survey | —         | MPC                           |
| 452080     | 2014 OJ386 | 4 set 2010  | Mount Lemmon | Mount Lemmon Survey | —         | MPC                           |
| 452081     | 2014 PC2   | 17 fev 2007 | Mount Lemmon | Mount Lemmon Survey | —         | MPC                           |
| 452082     | 2014 PR5   | 11 set 2004 | Kitt Peak    | Spacewatch          | —         | MPC                           |
| 452083     | 2014 PL6   | 16 jun 2009 | Mount Lemmon | Mount Lemmon Survey | Brangane  | MPC                           |
| 452084     | 2014 PH18  | 24 mar 2012 | Mount Lemmon | Mount Lemmon Survey | —         | MPC                           |
| 452085     | 2014 PG19  | 23 jan 2006 | Kitt Peak    | Spacewatch          | —         | MPC                           |
| 452086     | 2014 PK30  | 12 set 2007 | Catalina     | CSS                 | —         | MPC                           |
| 452087     | 2014 PO32  | 11 abr 2013 | Mount Lemmon | Mount Lemmon Survey | —         | MPC                           |
| 452088     | 2014 PZ33  | 14 nov 2001 | Kitt Peak    | Spacewatch          | —         | MPC                           |
| 452089     | 2014 PA45  | 26 fev 2008 | Mount Lemmon | Mount Lemmon Survey | Eos       | MPC                           |
| 452090     | 2014 PD55  | 2 mai 2013  | Mount Lemmon | Mount Lemmon Survey | —         | MPC                           |
| 452091     | 2014 QV31  | 17 dez 2009 | Mount Lemmon | Mount Lemmon Survey | —         | MPC                           |
| 452092     | 2014 QA34  | 10 mar 2008 | Mount Lemmon | Mount Lemmon Survey | —         | MPC                           |
| 452093     | 2014 QL34  | 9 jan 2010  | Kitt Peak    | Spacewatch          | —         | MPC                           |
| 452094     | 2014 QH35  | 2 jan 2011  | Mount Lemmon | Mount Lemmon Survey | —         | MPC                           |
| 452095     | 2014 QM35  | 24 jun 2014 | Kitt Peak    | Spacewatch          | —         | MPC                           |
| 452096     | 2014 QN35  | 1 fev 2012  | Kitt Peak    | Spacewatch          | —         | MPC                           |
| 452097     | 2014 QB36  | 15 set 2010 | Kitt Peak    | Spacewatch          | —         | MPC                           |
| 452098     | 2014 QW50  | 18 ago 2009 | Kitt Peak    | Spacewatch          | Brangane  | MPC                           |
| 452099     | 2014 QJ83  | 24 jun 1995 | Kitt Peak    | Spacewatch          | —         | MPC                           |
| 452100     | 2014 QD99  | 16 fev 2007 | Mount Lemmon | Mount Lemmon Survey | —         | MPC                           |

## 452101–452200
| Designação | Designação | Descoberta  | Descoberta    | Descobridor(es)     | Categoria | Mais informações / Referência |
| Permanente | Provisória | Data        | Local         | Descobridor(es)     | Categoria | Mais informações / Referência |
| ---------- | ---------- | ----------- | ------------- | ------------------- | --------- | ----------------------------- |
| 452101     | 2014 QD161 | 25 fev 2007 | Mount Lemmon  | Mount Lemmon Survey | —         | MPC                           |
| 452102     | 2014 QS185 | 11 abr 2008 | Mount Lemmon  | Mount Lemmon Survey | —         | MPC                           |
| 452103     | 2014 QV202 | 22 abr 2007 | Mount Lemmon  | Mount Lemmon Survey | —         | MPC                           |
| 452104     | 2014 QB269 | 17 set 2009 | Mount Lemmon  | Mount Lemmon Survey | Brangane  | MPC                           |
| 452105     | 2014 QM283 | 12 dez 2004 | Kitt Peak     | Spacewatch          | —         | MPC                           |
| 452106     | 2014 QV283 | 3 nov 2010  | Kitt Peak     | Spacewatch          | —         | MPC                           |
| 452107     | 2014 QN284 | 22 abr 2007 | Mount Lemmon  | Mount Lemmon Survey | —         | MPC                           |
| 452108     | 2014 QZ309 | 26 mar 2007 | Mount Lemmon  | Mount Lemmon Survey | —         | MPC                           |
| 452109     | 2014 QS342 | 1 fev 2012  | Kitt Peak     | Spacewatch          | —         | MPC                           |
| 452110     | 2014 QC372 | 18 mar 2001 | Kitt Peak     | Spacewatch          | Brangane  | MPC                           |
| 452111     | 2014 QY395 | 11 set 2005 | Kitt Peak     | Spacewatch          | —         | MPC                           |
| 452112     | 2014 QD400 | 25 mar 2007 | Mount Lemmon  | Mount Lemmon Survey | Brangane  | MPC                           |
| 452113     | 2014 QX412 | 30 jan 2006 | Kitt Peak     | Spacewatch          | —         | MPC                           |
| 452114     | 2014 QA425 | 19 jan 2012 | Mount Lemmon  | Mount Lemmon Survey | —         | MPC                           |
| 452115     | 2014 RJ1   | 13 mar 2012 | Mount Lemmon  | Mount Lemmon Survey | —         | MPC                           |
| 452116     | 2014 RD23  | 8 dez 2010  | Mount Lemmon  | Mount Lemmon Survey | —         | MPC                           |
| 452117     | 2014 RM24  | 23 abr 2001 | Kitt Peak     | Spacewatch          | —         | MPC                           |
| 452118     | 2014 RP31  | 3 fev 2006  | Mount Lemmon  | Mount Lemmon Survey | Brangane  | MPC                           |
| 452119     | 2014 RU34  | 30 nov 2005 | Kitt Peak     | Spacewatch          | —         | MPC                           |
| 452120     | 2014 RK36  | 26 set 2006 | Kitt Peak     | Spacewatch          | —         | MPC                           |
| 452121     | 2014 SB37  | 11 abr 2007 | Kitt Peak     | Spacewatch          | —         | MPC                           |
| 452122     | 2014 SB221 | 17 jan 2005 | Kitt Peak     | Spacewatch          | —         | MPC                           |
| 452123     | 2014 SW225 | 26 out 2005 | Kitt Peak     | Spacewatch          | —         | MPC                           |
| 452124     | 2014 US14  | 2 out 2003  | Kitt Peak     | Spacewatch          | —         | MPC                           |
| 452125     | 2014 WL40  | 9 jul 2004  | Socorro       | LINEAR              | —         | MPC                           |
| 452126     | 2014 WX66  | 13 jun 2007 | Kitt Peak     | Spacewatch          | —         | MPC                           |
| 452127     | 2015 FU223 | 23 mar 1995 | Kitt Peak     | Spacewatch          | —         | MPC                           |
| 452128     | 2015 KX120 | 7 abr 2003  | Kitt Peak     | Spacewatch          | —         | MPC                           |
| 452129     | 2015 OR    | 27 set 2000 | Socorro       | LINEAR              | —         | MPC                           |
| 452130     | 2015 OT39  | 19 jul 2004 | Anderson Mesa | LONEOS              | —         | MPC                           |
| 452131     | 2015 OM73  | 1 dez 2004  | Catalina      | CSS                 | —         | MPC                           |
| 452132     | 2015 PV    | 30 set 1999 | Catalina      | CSS                 | —         | MPC                           |
| 452133     | 2015 PT293 | 19 mai 2010 | WISE          | WISE                | Eos       | MPC                           |
| 452134     | 2015 PH303 | 10 out 2010 | Mount Lemmon  | Mount Lemmon Survey | Brangane  | MPC                           |
| 452135     | 2015 PS307 | 23 jan 2006 | Mount Lemmon  | Mount Lemmon Survey | —         | MPC                           |
| 452136     | 2015 PL308 | 23 set 2004 | Kitt Peak     | Spacewatch          | —         | MPC                           |
| 452137     | 2015 PZ308 | 25 abr 2003 | Kitt Peak     | Spacewatch          | —         | MPC                           |
| 452138     | 2015 PV310 | 5 mai 2000  | Kitt Peak     | Spacewatch          | —         | MPC                           |
| 452139     | 2015 QU    | 29 dez 2003 | Kitt Peak     | Spacewatch          | —         | MPC                           |
| 452140     | 2015 QR9   | 2 nov 2007  | Mount Lemmon  | Mount Lemmon Survey | —         | MPC                           |
| 452141     | 2015 QY10  | 23 out 2005 | Catalina      | CSS                 | —         | MPC                           |
| 452142     | 2015 QG11  | 9 fev 2005  | Kitt Peak     | Spacewatch          | —         | MPC                           |
| 452143     | 2015 RN18  | 13 set 2007 | Kitt Peak     | Spacewatch          | —         | MPC                           |
| 452144     | 2015 RL19  | 11 out 1977 | Palomar       | PLS                 | —         | MPC                           |
| 452145     | 2015 RP28  | 2 out 2000  | Kitt Peak     | Spacewatch          | —         | MPC                           |
| 452146     | 2015 RC30  | 11 set 2004 | Kitt Peak     | Spacewatch          | —         | MPC                           |
| 452147     | 2015 RL30  | 1 out 2005  | Catalina      | CSS                 | —         | MPC                           |
| 452148     | 2015 RA31  | 19 jun 2009 | Kitt Peak     | Spacewatch          | —         | MPC                           |
| 452149     | 2015 RG33  | 2 dez 2010  | Mount Lemmon  | Mount Lemmon Survey | —         | MPC                           |
| 452150     | 2015 RB35  | 2 dez 2005  | Kitt Peak     | Spacewatch          | —         | MPC                           |
| 452151     | 2015 RN37  | 9 out 2004  | Kitt Peak     | Spacewatch          | Mitidika  | MPC                           |
| 452152     | 2015 RR38  | 24 jan 1996 | Kitt Peak     | Spacewatch          | —         | MPC                           |
| 452153     | 2015 RZ38  | 11 dez 2004 | Kitt Peak     | Spacewatch          | —         | MPC                           |
| 452154     | 2015 RZ47  | 11 out 2010 | Catalina      | CSS                 | —         | MPC                           |
| 452155     | 2015 RB48  | 12 set 2004 | Kitt Peak     | Spacewatch          | —         | MPC                           |
| 452156     | 2015 RX51  | 10 mar 2008 | Kitt Peak     | Spacewatch          | —         | MPC                           |
| 452157     | 2015 RJ53  | 29 ago 2005 | Kitt Peak     | Spacewatch          | —         | MPC                           |
| 452158     | 2015 RM54  | 22 set 2004 | Kitt Peak     | Spacewatch          | —         | MPC                           |
| 452159     | 2015 RH56  | 6 abr 2008  | Mount Lemmon  | Mount Lemmon Survey | Brangane  | MPC                           |
| 452160     | 2015 RR56  | 9 nov 2008  | Mount Lemmon  | Mount Lemmon Survey | —         | MPC                           |
| 452161     | 2015 RY56  | 26 set 2006 | Mount Lemmon  | Mount Lemmon Survey | —         | MPC                           |
| 452162     | 2015 RY57  | 3 mar 2009  | Mount Lemmon  | Mount Lemmon Survey | —         | MPC                           |
| 452163     | 2015 RZ63  | 17 nov 2006 | Kitt Peak     | Spacewatch          | —         | MPC                           |
| 452164     | 2015 RY65  | 3 jun 2010  | WISE          | WISE                | —         | MPC                           |
| 452165     | 2015 RC69  | 21 out 2011 | Kitt Peak     | Spacewatch          | —         | MPC                           |
| 452166     | 2015 RV69  | 3 out 2003  | Kitt Peak     | Spacewatch          | —         | MPC                           |
| 452167     | 2015 RR72  | 6 abr 2002  | Kitt Peak     | Spacewatch          | —         | MPC                           |
| 452168     | 2015 RV72  | 9 mai 2010  | Mount Lemmon  | Mount Lemmon Survey | —         | MPC                           |
| 452169     | 2015 RV74  | 30 ago 2005 | Kitt Peak     | Spacewatch          | Brangane  | MPC                           |
| 452170     | 2015 RX74  | 25 abr 2003 | Kitt Peak     | Spacewatch          | Mitidika  | MPC                           |
| 452171     | 2015 RV75  | 1 dez 2005  | Kitt Peak     | Spacewatch          | —         | MPC                           |
| 452172     | 2015 RV80  | 3 mar 2000  | Kitt Peak     | Spacewatch          | —         | MPC                           |
| 452173     | 2015 RZ80  | 18 nov 2011 | Mount Lemmon  | Mount Lemmon Survey | —         | MPC                           |
| 452174     | 2015 RO81  | 30 jan 2004 | Kitt Peak     | Spacewatch          | —         | MPC                           |
| 452175     | 2015 RX85  | 27 ago 2006 | Kitt Peak     | Spacewatch          | Phocaea   | MPC                           |
| 452176     | 2015 RH88  | 13 nov 2002 | Socorro       | LINEAR              | —         | MPC                           |
| 452177     | 2015 RY88  | 6 abr 2008  | Kitt Peak     | Spacewatch          | —         | MPC                           |
| 452178     | 2015 RZ88  | 16 abr 2010 | WISE          | WISE                | —         | MPC                           |
| 452179     | 2015 RH89  | 8 fev 2008  | Kitt Peak     | Spacewatch          | —         | MPC                           |
| 452180     | 2015 RK89  | 28 jul 2010 | WISE          | WISE                | Brangane  | MPC                           |
| 452181     | 2015 RQ89  | 13 out 2004 | Kitt Peak     | Spacewatch          | Mitidika  | MPC                           |
| 452182     | 2015 RT89  | 4 fev 2005  | Catalina      | CSS                 | —         | MPC                           |
| 452183     | 2015 RZ89  | 3 mar 2006  | Kitt Peak     | Spacewatch          | —         | MPC                           |
| 452184     | 2015 RP90  | 31 ago 2000 | Socorro       | LINEAR              | —         | MPC                           |
| 452185     | 2015 RA91  | 2 dez 2004  | Catalina      | CSS                 | —         | MPC                           |
| 452186     | 2015 RM91  | 2 dez 2005  | Kitt Peak     | Spacewatch          | —         | MPC                           |
| 452187     | 2015 RL92  | 13 mar 2002 | Socorro       | LINEAR              | —         | MPC                           |
| 452188     | 2015 RZ92  | 15 mai 2009 | Kitt Peak     | Spacewatch          | —         | MPC                           |
| 452189     | 2015 RD95  | 20 out 1998 | Kitt Peak     | Spacewatch          | —         | MPC                           |
| 452190     | 2015 RE95  | 12 out 2007 | Mount Lemmon  | Mount Lemmon Survey | —         | MPC                           |
| 452191     | 2015 RE97  | 10 dez 2004 | Kitt Peak     | Spacewatch          | Mitidika  | MPC                           |
| 452192     | 2015 RG97  | 25 nov 2009 | Kitt Peak     | Spacewatch          | —         | MPC                           |
| 452193     | 2015 RK98  | 30 dez 2005 | Mount Lemmon  | Mount Lemmon Survey | —         | MPC                           |
| 452194     | 2015 RQ100 | 7 out 2004  | Kitt Peak     | Spacewatch          | —         | MPC                           |
| 452195     | 2015 RT101 | 16 set 2004 | Anderson Mesa | LONEOS              | Mitidika  | MPC                           |
| 452196     | 2015 RB102 | 8 mai 2008  | Kitt Peak     | Spacewatch          | —         | MPC                           |
| 452197     | 2015 RJ107 | 20 dez 2004 | Mount Lemmon  | Mount Lemmon Survey | —         | MPC                           |
| 452198     | 2015 RL108 | 20 fev 2006 | Kitt Peak     | Spacewatch          | —         | MPC                           |
| 452199     | 2015 RS108 | 22 set 2008 | Mount Lemmon  | Mount Lemmon Survey | —         | MPC                           |
| 452200     | 2015 RW123 | 3 dez 2004  | Kitt Peak     | Spacewatch          | Mitidika  | MPC                           |

## 452201–452300
| Designação | Designação | Descoberta  | Descoberta    | Descobridor(es)     | Categoria | Mais informações / Referência |
| Permanente | Provisória | Data        | Local         | Descobridor(es)     | Categoria | Mais informações / Referência |
| ---------- | ---------- | ----------- | ------------- | ------------------- | --------- | ----------------------------- |
| 452201     | 2015 RU152 | 11 set 2007 | Kitt Peak     | Spacewatch          | —         | MPC                           |
| 452202     | 2015 RV192 | 11 fev 2002 | Socorro       | LINEAR              | Juno      | MPC                           |
| 452203     | 2015 RJ194 | 28 mar 2008 | Mount Lemmon  | Mount Lemmon Survey | —         | MPC                           |
| 452204     | 2015 RK194 | 11 out 2007 | Kitt Peak     | Spacewatch          | —         | MPC                           |
| 452205     | 2015 RV195 | 1 out 2005  | Mount Lemmon  | Mount Lemmon Survey | —         | MPC                           |
| 452206     | 2015 RB197 | 28 set 2006 | Kitt Peak     | Spacewatch          | —         | MPC                           |
| 452207     | 2015 RA200 | 10 out 2004 | Kitt Peak     | Spacewatch          | —         | MPC                           |
| 452208     | 2015 RW200 | 28 out 2008 | Mount Lemmon  | Mount Lemmon Survey | —         | MPC                           |
| 452209     | 2015 RZ200 | 13 abr 2004 | Kitt Peak     | Spacewatch          | —         | MPC                           |
| 452210     | 2015 RA201 | 24 fev 2009 | Catalina      | CSS                 | —         | MPC                           |
| 452211     | 2015 RE206 | 10 nov 1996 | Kitt Peak     | Spacewatch          | —         | MPC                           |
| 452212     | 2015 RN214 | 17 nov 2006 | Kitt Peak     | Spacewatch          | —         | MPC                           |
| 452213     | 2015 RC216 | 13 set 2005 | Kitt Peak     | Spacewatch          | —         | MPC                           |
| 452214     | 2015 RZ216 | 25 out 2005 | Kitt Peak     | Spacewatch          | —         | MPC                           |
| 452215     | 2015 RN217 | 16 set 2006 | Kitt Peak     | Spacewatch          | —         | MPC                           |
| 452216     | 2015 RP217 | 10 out 1993 | Kitt Peak     | Spacewatch          | —         | MPC                           |
| 452217     | 2015 RS217 | 27 fev 2006 | Kitt Peak     | Spacewatch          | —         | MPC                           |
| 452218     | 2015 RO218 | 19 set 1996 | Kitt Peak     | Spacewatch          | —         | MPC                           |
| 452219     | 2015 RN220 | 1 nov 2010  | Mount Lemmon  | Mount Lemmon Survey | —         | MPC                           |
| 452220     | 2015 RT221 | 27 out 2005 | Kitt Peak     | Spacewatch          | —         | MPC                           |
| 452221     | 2015 RH230 | 15 abr 2010 | Mount Lemmon  | Mount Lemmon Survey | —         | MPC                           |
| 452222     | 2015 RL234 | 26 jan 2006 | Kitt Peak     | Spacewatch          | —         | MPC                           |
| 452223     | 2015 RN236 | 4 dez 2007  | Mount Lemmon  | Mount Lemmon Survey | —         | MPC                           |
| 452224     | 2015 RK237 | 23 jan 2006 | Mount Lemmon  | Mount Lemmon Survey | —         | MPC                           |
| 452225     | 2015 RZ237 | 27 out 2008 | Mount Lemmon  | Mount Lemmon Survey | —         | MPC                           |
| 452226     | 2015 RA238 | 8 nov 2010  | Mount Lemmon  | Mount Lemmon Survey | —         | MPC                           |
| 452227     | 2015 RJ238 | 5 dez 2010  | Kitt Peak     | Spacewatch          | —         | MPC                           |
| 452228     | 2015 RY241 | 21 out 2007 | Mount Lemmon  | Mount Lemmon Survey | —         | MPC                           |
| 452229     | 2015 RP242 | 1 fev 2006  | Kitt Peak     | Spacewatch          | —         | MPC                           |
| 452230     | 2015 RV242 | 20 abr 2009 | Catalina      | CSS                 | —         | MPC                           |
| 452231     | 2015 SD1   | 10 jun 2011 | Mount Lemmon  | Mount Lemmon Survey | —         | MPC                           |
| 452232     | 2015 SB5   | 9 out 2007  | Kitt Peak     | Spacewatch          | —         | MPC                           |
| 452233     | 2015 SH5   | 18 ago 2009 | Kitt Peak     | Spacewatch          | —         | MPC                           |
| 452234     | 2015 SL7   | 30 dez 2008 | Mount Lemmon  | Mount Lemmon Survey | —         | MPC                           |
| 452235     | 2015 SX7   | 29 jun 1995 | Kitt Peak     | Spacewatch          | —         | MPC                           |
| 452236     | 2015 SG10  | 8 fev 2007  | Mount Lemmon  | Mount Lemmon Survey | Brangane  | MPC                           |
| 452237     | 2015 SO17  | 6 fev 2008  | Catalina      | CSS                 | —         | MPC                           |
| 452238     | 2015 SU18  | 27 ago 2005 | Anderson Mesa | LONEOS              | —         | MPC                           |
| 452239     | 2015 SZ19  | 5 out 2005  | Catalina      | CSS                 | —         | MPC                           |
| 452240     | 2015 SD20  | 26 jun 2003 | Socorro       | LINEAR              | —         | MPC                           |
| 452241     | 2015 TX1   | 5 abr 2000  | Kitt Peak     | Spacewatch          | —         | MPC                           |
| 452242     | 2015 TQ2   | 9 out 2004  | Kitt Peak     | Spacewatch          | —         | MPC                           |
| 452243     | 2015 TG3   | 11 out 2004 | Kitt Peak     | Spacewatch          | —         | MPC                           |
| 452244     | 2015 TC18  | 16 dez 2004 | Anderson Mesa | LONEOS              | —         | MPC                           |
| 452245     | 2015 TX22  | 25 abr 2007 | Mount Lemmon  | Mount Lemmon Survey | —         | MPC                           |
| 452246     | 2015 TU76  | 18 nov 2006 | Kitt Peak     | Spacewatch          | Eos       | MPC                           |
| 452247     | 2015 TH79  | 7 abr 2013  | Mount Lemmon  | Mount Lemmon Survey | —         | MPC                           |
| 452248     | 2015 TG84  | 11 jun 2011 | Mount Lemmon  | Mount Lemmon Survey | —         | MPC                           |
| 452249     | 2015 TH94  | 23 ago 2008 | Siding Spring | SSS                 | —         | MPC                           |
| 452250     | 2015 TB101 | 11 mai 2010 | Mount Lemmon  | Mount Lemmon Survey | —         | MPC                           |
| 452251     | 2015 TC101 | 1 set 2010  | Mount Lemmon  | Mount Lemmon Survey | —         | MPC                           |
| 452252     | 2015 TJ103 | 9 dez 2004  | Kitt Peak     | Spacewatch          | —         | MPC                           |
| 452253     | 2015 TB117 | 17 jan 2010 | WISE          | WISE                | —         | MPC                           |
| 452254     | 2015 TU118 | 1 fev 2012  | Kitt Peak     | Spacewatch          | —         | MPC                           |
| 452255     | 2015 TS119 | 7 fev 1999  | Kitt Peak     | Spacewatch          | —         | MPC                           |
| 452256     | 2015 TK120 | 14 fev 2010 | WISE          | WISE                | —         | MPC                           |
| 452257     | 2015 TW121 | 11 fev 2008 | Mount Lemmon  | Mount Lemmon Survey | —         | MPC                           |
| 452258     | 2015 TC122 | 19 jan 1994 | Kitt Peak     | Spacewatch          | —         | MPC                           |
| 452259     | 2015 TM127 | 3 fev 2000  | Kitt Peak     | Spacewatch          | —         | MPC                           |
| 452260     | 2015 TY127 | 17 mai 2002 | Kitt Peak     | Spacewatch          | Brangane  | MPC                           |
| 452261     | 2015 TO128 | 20 fev 2009 | Kitt Peak     | Spacewatch          | Phocaea   | MPC                           |
| 452262     | 2015 TL132 | 25 nov 2005 | Catalina      | CSS                 | Brangane  | MPC                           |
| 452263     | 2015 TY135 | 12 mai 2007 | Mount Lemmon  | Mount Lemmon Survey | —         | MPC                           |
| 452264     | 2015 TH138 | 1 dez 2005  | Kitt Peak     | Spacewatch          | —         | MPC                           |
| 452265     | 2015 TG139 | 25 jan 2006 | Kitt Peak     | Spacewatch          | —         | MPC                           |
| 452266     | 2015 TX142 | 15 mar 2007 | Kitt Peak     | Spacewatch          | —         | MPC                           |
| 452267     | 2015 TZ142 | 8 nov 2007  | Mount Lemmon  | Mount Lemmon Survey | —         | MPC                           |
| 452268     | 2015 TU145 | 9 out 2004  | Kitt Peak     | Spacewatch          | —         | MPC                           |
| 452269     | 2015 TX145 | 14 fev 2004 | Kitt Peak     | Spacewatch          | —         | MPC                           |
| 452270     | 2015 TD146 | 7 set 2004  | Kitt Peak     | Spacewatch          | —         | MPC                           |
| 452271     | 2015 TA148 | 23 out 2011 | Kitt Peak     | Spacewatch          | —         | MPC                           |
| 452272     | 2015 TR150 | 11 set 2004 | Kitt Peak     | Spacewatch          | —         | MPC                           |
| 452273     | 2015 TG156 | 4 jan 2006  | Kitt Peak     | Spacewatch          | —         | MPC                           |
| 452274     | 2015 TE158 | 18 nov 2007 | Kitt Peak     | Spacewatch          | —         | MPC                           |
| 452275     | 2015 TP161 | 7 abr 2005  | Kitt Peak     | Spacewatch          | —         | MPC                           |
| 452276     | 2015 TB169 | 29 dez 2008 | Mount Lemmon  | Mount Lemmon Survey | Mitidika  | MPC                           |
| 452277     | 2015 TM169 | 4 abr 2008  | Kitt Peak     | Spacewatch          | Ursula    | MPC                           |
| 452278     | 2015 TN169 | 11 abr 2003 | Kitt Peak     | Spacewatch          | —         | MPC                           |
| 452279     | 2015 TP174 | 31 dez 2008 | Kitt Peak     | Spacewatch          | —         | MPC                           |
| 452280     | 2015 TK179 | 22 jun 2011 | Mount Lemmon  | Mount Lemmon Survey | —         | MPC                           |
| 452281     | 2015 TU179 | 1 abr 2008  | Kitt Peak     | Spacewatch          | —         | MPC                           |
| 452282     | 2015 TU199 | 16 fev 2001 | Kitt Peak     | Spacewatch          | —         | MPC                           |
| 452283     | 2015 TX199 | 30 out 2005 | Mount Lemmon  | Mount Lemmon Survey | —         | MPC                           |
| 452284     | 2015 TA202 | 11 nov 2010 | Catalina      | CSS                 | Brangane  | MPC                           |
| 452285     | 2015 TS206 | 4 out 2004  | Kitt Peak     | Spacewatch          | Mitidika  | MPC                           |
| 452286     | 2015 TE208 | 9 set 2004  | Anderson Mesa | LONEOS              | —         | MPC                           |
| 452287     | 2015 TC209 | 3 abr 2000  | Kitt Peak     | Spacewatch          | —         | MPC                           |
| 452288     | 2015 TD209 | 13 fev 2004 | Kitt Peak     | Spacewatch          | —         | MPC                           |
| 452289     | 2015 TW209 | 7 fev 2002  | Kitt Peak     | Spacewatch          | —         | MPC                           |
| 452290     | 2015 TF210 | 3 nov 2004  | Kitt Peak     | Spacewatch          | —         | MPC                           |
| 452291     | 2015 TP223 | 4 out 2004  | Kitt Peak     | Spacewatch          | —         | MPC                           |
| 452292     | 2015 TS223 | 1 nov 2000  | Socorro       | LINEAR              | —         | MPC                           |
| 452293     | 2015 TF225 | 8 abr 2010  | WISE          | WISE                | —         | MPC                           |
| 452294     | 2015 TZ234 | 3 set 2008  | Kitt Peak     | Spacewatch          | —         | MPC                           |
| 452295     | 2015 TO239 | 16 dez 2003 | Kitt Peak     | Spacewatch          | —         | MPC                           |
| 452296     | 2015 TS239 | 30 abr 2009 | Kitt Peak     | Spacewatch          | —         | MPC                           |
| 452297     | 2015 TU304 | 8 out 2008  | Catalina      | CSS                 | —         | MPC                           |
| 452298     | 2015 TW323 | 20 out 2011 | Mount Lemmon  | Mount Lemmon Survey | —         | MPC                           |
| 452299     | 1993 TX47  | 12 out 1993 | La Silla      | E. W. Elst          | —         | MPC                           |
| 452300     | 1994 TC6   | 4 out 1994  | Kitt Peak     | Spacewatch          | —         | MPC                           |

## 452301–452400
| Designação       | Designação | Descoberta  | Descoberta        | Descobridor(es) | Categoria | Mais informações / Referência |
| Permanente       | Provisória | Data        | Local             | Descobridor(es) | Categoria | Mais informações / Referência |
| ---------------- | ---------- | ----------- | ----------------- | --------------- | --------- | ----------------------------- |
| 452301           | 1994 UU9   | 28 out 1994 | Kitt Peak         | Spacewatch      | —         | MPC                           |
| 452302           | 1995 YR1   | 20 dez 1995 | Kitt Peak         | Spacewatch      | —         | MPC                           |
| 452303           | 1996 RL1   | 9 set 1996  | Prescott          | P. G. Comba     | Hanna     | MPC                           |
| 452304           | 1996 VC33  | 5 nov 1996  | Kitt Peak         | Spacewatch      | —         | MPC                           |
| 452305           | 1997 BN7   | 31 jan 1997 | Kitt Peak         | Spacewatch      | Eos       | MPC                           |
| 452306           | 1997 GF29  | 12 abr 1997 | Kitt Peak         | Spacewatch      | —         | MPC                           |
| 452307 Manawydan | 1997 XV11  | 5 dez 1997  | Caussols          | ODAS            | —         | MPC                           |
| 452308           | 1998 SE34  | 26 set 1998 | Socorro           | LINEAR          | —         | MPC                           |
| 452309           | 1998 SA150 | 26 set 1998 | Socorro           | LINEAR          | —         | MPC                           |
| 452310           | 1998 UA14  | 23 out 1998 | Kitt Peak         | Spacewatch      | —         | MPC                           |
| 452311           | 1998 VS41  | 14 nov 1998 | Kitt Peak         | Spacewatch      | —         | MPC                           |
| 452312           | 1998 VC43  | 15 nov 1998 | Kitt Peak         | Spacewatch      | —         | MPC                           |
| 452313           | 1998 XR16  | 15 dez 1998 | Socorro           | LINEAR          | —         | MPC                           |
| 452314           | 1999 LN28  | 12 jun 1999 | Socorro           | LINEAR          | —         | MPC                           |
| 452315           | 1999 VQ116 | 4 nov 1999  | Kitt Peak         | Spacewatch      | Juno      | MPC                           |
| 452316           | 1999 XV110 | 5 dez 1999  | Catalina          | CSS             | —         | MPC                           |
| 452317           | 1999 XK219 | 15 dez 1999 | Kitt Peak         | Spacewatch      | —         | MPC                           |
| 452318           | 1999 XE260 | 7 dez 1999  | Kitt Peak         | Spacewatch      | —         | MPC                           |
| 452319           | 2000 AC44  | 2 jan 2000  | Kitt Peak         | Spacewatch      | —         | MPC                           |
| 452320           | 2000 ER15  | 3 mar 2000  | Kitt Peak         | Spacewatch      | —         | MPC                           |
| 452321           | 2000 FP73  | 25 mar 2000 | Kitt Peak         | Spacewatch      | —         | MPC                           |
| 452322           | 2000 GG121 | 5 abr 2000  | Kitt Peak         | Spacewatch      | —         | MPC                           |
| 452323           | 2000 KQ39  | 24 mai 2000 | Kitt Peak         | Spacewatch      | —         | MPC                           |
| 452324           | 2000 SZ99  | 23 set 2000 | Socorro           | LINEAR          | —         | MPC                           |
| 452325           | 2000 SC129 | 26 set 2000 | Socorro           | LINEAR          | Mitidika  | MPC                           |
| 452326           | 2000 SY129 | 22 set 2000 | Socorro           | LINEAR          | —         | MPC                           |
| 452327           | 2000 SX162 | 27 set 2000 | Kitt Peak         | Spacewatch      | —         | MPC                           |
| 452328           | 2000 SR163 | 24 set 2000 | Socorro           | LINEAR          | —         | MPC                           |
| 452329           | 2000 SL166 | 23 set 2000 | Socorro           | LINEAR          | —         | MPC                           |
| 452330           | 2000 SJ314 | 28 set 2000 | Socorro           | LINEAR          | —         | MPC                           |
| 452331           | 2000 WC159 | 24 nov 2000 | Bergisch Gladbach | W. Bickel       | Mitidika  | MPC                           |
| 452332           | 2001 BG29  | 20 jan 2001 | Socorro           | LINEAR          | —         | MPC                           |
| 452333           | 2001 JO    | 4 mai 2001  | Palomar           | NEAT            | —         | MPC                           |
| 452334           | 2001 LB    | 1 jun 2001  | Socorro           | LINEAR          | —         | MPC                           |
| 452335           | 2001 OF113 | 21 jul 2001 | Palomar           | NEAT            | —         | MPC                           |
| 452336           | 2001 QU218 | 23 ago 2001 | Anderson Mesa     | LONEOS          | —         | MPC                           |
| 452337           | 2001 RB22  | 7 set 2001  | Socorro           | LINEAR          | —         | MPC                           |
| 452338           | 2001 RY60  | 12 set 2001 | Socorro           | LINEAR          | —         | MPC                           |
| 452339           | 2001 RY152 | 11 set 2001 | Socorro           | LINEAR          | —         | MPC                           |
| 452340           | 2001 ST127 | 24 ago 2001 | Socorro           | LINEAR          | —         | MPC                           |
| 452341           | 2001 SE133 | 16 set 2001 | Socorro           | LINEAR          | —         | MPC                           |
| 452342           | 2001 SN158 | 17 set 2001 | Socorro           | LINEAR          | —         | MPC                           |
| 452343           | 2001 SD194 | 19 set 2001 | Socorro           | LINEAR          | —         | MPC                           |
| 452344           | 2001 SP202 | 19 set 2001 | Socorro           | LINEAR          | —         | MPC                           |
| 452345           | 2001 SU202 | 19 set 2001 | Socorro           | LINEAR          | —         | MPC                           |
| 452346           | 2001 SM285 | 22 set 2001 | Kitt Peak         | Spacewatch      | —         | MPC                           |
| 452347           | 2001 SW339 | 21 set 2001 | Anderson Mesa     | LONEOS          | —         | MPC                           |
| 452348           | 2001 TG45  | 14 out 2001 | Needville         | Needville Obs.  | —         | MPC                           |
| 452349           | 2001 TA109 | 14 out 2001 | Socorro           | LINEAR          | —         | MPC                           |
| 452350           | 2001 TH165 | 15 out 2001 | Palomar           | NEAT            | —         | MPC                           |
| 452351           | 2001 TT188 | 14 out 2001 | Socorro           | LINEAR          | —         | MPC                           |
| 452352           | 2001 TV212 | 25 set 2001 | Socorro           | LINEAR          | —         | MPC                           |
| 452353           | 2001 UR15  | 25 out 2001 | Desert Eagle      | W. K. Y. Yeung  | —         | MPC                           |
| 452354           | 2001 UR54  | 18 out 2001 | Socorro           | LINEAR          | —         | MPC                           |
| 452355           | 2001 UA106 | 20 out 2001 | Socorro           | LINEAR          | —         | MPC                           |
| 452356           | 2001 UA147 | 23 out 2001 | Socorro           | LINEAR          | —         | MPC                           |
| 452357           | 2001 UX189 | 18 out 2001 | Palomar           | NEAT            | —         | MPC                           |
| 452358           | 2001 UC191 | 20 set 2001 | Kitt Peak         | Spacewatch      | —         | MPC                           |
| 452359           | 2001 UH216 | 24 out 2001 | Kitt Peak         | Spacewatch      | —         | MPC                           |
| 452360           | 2001 VX51  | 20 set 2001 | Socorro           | LINEAR          | —         | MPC                           |
| 452361           | 2001 VD63  | 10 nov 2001 | Socorro           | LINEAR          | —         | MPC                           |
| 452362           | 2001 VH125 | 15 nov 2001 | Socorro           | LINEAR          | —         | MPC                           |
| 452363           | 2001 WO18  | 17 nov 2001 | Socorro           | LINEAR          | —         | MPC                           |
| 452364           | 2001 WM46  | 19 nov 2001 | Socorro           | LINEAR          | —         | MPC                           |
| 452365           | 2001 WM102 | 20 nov 2001 | Kitt Peak         | Spacewatch      | —         | MPC                           |
| 452366           | 2001 XL4   | 10 dez 2001 | Socorro           | LINEAR          | —         | MPC                           |
| 452367           | 2001 XV102 | 14 dez 2001 | Socorro           | LINEAR          | —         | MPC                           |
| 452368           | 2001 XU141 | 11 nov 2001 | Socorro           | LINEAR          | —         | MPC                           |
| 452369           | 2001 XF167 | 14 dez 2001 | Socorro           | LINEAR          | —         | MPC                           |
| 452370           | 2001 XD223 | 15 dez 2001 | Socorro           | LINEAR          | —         | MPC                           |
| 452371           | 2001 XR251 | 14 dez 2001 | Socorro           | LINEAR          | —         | MPC                           |
| 452372           | 2001 YW1   | 18 dez 2001 | Socorro           | LINEAR          | —         | MPC                           |
| 452373           | 2001 YX6   | 17 dez 2001 | Socorro           | LINEAR          | —         | MPC                           |
| 452374           | 2001 YY61  | 18 dez 2001 | Socorro           | LINEAR          | —         | MPC                           |
| 452375           | 2001 YV158 | 18 dez 2001 | Apache Point      | SDSS            | —         | MPC                           |
| 452376           | 2002 AC5   | 8 jan 2002  | Socorro           | LINEAR          | —         | MPC                           |
| 452377           | 2002 AC39  | 9 jan 2002  | Socorro           | LINEAR          | —         | MPC                           |
| 452378           | 2002 AD140 | 13 jan 2002 | Socorro           | LINEAR          | —         | MPC                           |
| 452379           | 2002 CW39  | 4 fev 2002  | Haleakalā         | NEAT            | —         | MPC                           |
| 452380           | 2002 CF113 | 6 fev 2002  | Socorro           | LINEAR          | —         | MPC                           |
| 452381           | 2002 CR159 | 7 fev 2002  | Socorro           | LINEAR          | —         | MPC                           |
| 452382           | 2002 CT176 | 14 jan 2002 | Socorro           | LINEAR          | —         | MPC                           |
| 452383           | 2002 CQ295 | 10 fev 2002 | Socorro           | LINEAR          | —         | MPC                           |
| 452384           | 2002 EV8   | 12 mar 2002 | Palomar           | NEAT            | —         | MPC                           |
| 452385           | 2002 LX3   | 20 mar 2002 | Kitt Peak         | Spacewatch      | —         | MPC                           |
| 452386           | 2002 LM38  | 5 mai 2002  | Kitt Peak         | Spacewatch      | —         | MPC                           |
| 452387           | 2002 LW62  | 13 jun 2002 | Palomar           | NEAT            | —         | MPC                           |
| 452388           | 2002 NT3   | 9 jul 2002  | Palomar           | NEAT            | —         | MPC                           |
| 452389           | 2002 NW16  | 13 jul 2002 | Socorro           | LINEAR          | —         | MPC                           |
| 452390           | 2002 ND56  | 14 jul 2002 | Palomar           | NEAT            | —         | MPC                           |
| 452391           | 2002 NB67  | 8 jul 2002  | Palomar           | NEAT            | —         | MPC                           |
| 452392           | 2002 PS39  | 7 ago 2002  | Palomar           | NEAT            | —         | MPC                           |
| 452393           | 2002 PB88  | 12 ago 2002 | Socorro           | LINEAR          | —         | MPC                           |
| 452394           | 2002 PO99  | 14 ago 2002 | Socorro           | LINEAR          | —         | MPC                           |
| 452395           | 2002 PC107 | 12 ago 2002 | Socorro           | LINEAR          | —         | MPC                           |
| 452396           | 2002 PM112 | 8 ago 2002  | Palomar           | NEAT            | —         | MPC                           |
| 452397           | 2002 PD130 | 14 ago 2002 | Palomar           | NEAT            | —         | MPC                           |
| 452398           | 2002 PS157 | 8 ago 2002  | Palomar           | S. F. Hönig     | —         | MPC                           |
| 452399           | 2002 PW183 | 7 ago 2002  | Palomar           | NEAT            | —         | MPC                           |
| 452400           | 2002 QY121 | 16 ago 2002 | Palomar           | NEAT            | —         | MPC                           |

## 452401–452500
| Designação | Designação | Descoberta  | Descoberta       | Descobridor(es)            | Categoria | Mais informações / Referência |
| Permanente | Provisória | Data        | Local            | Descobridor(es)            | Categoria | Mais informações / Referência |
| ---------- | ---------- | ----------- | ---------------- | -------------------------- | --------- | ----------------------------- |
| 452401     | 2002 QO144 | 28 out 1994 | Kitt Peak        | Spacewatch                 | —         | MPC                           |
| 452402     | 2002 RD95  | 5 set 2002  | Socorro          | LINEAR                     | —         | MPC                           |
| 452403     | 2002 RY151 | 12 set 2002 | Palomar          | NEAT                       | —         | MPC                           |
| 452404     | 2002 RH182 | 11 set 2002 | Palomar          | NEAT                       | —         | MPC                           |
| 452405     | 2002 RU208 | 7 set 2002  | Socorro          | LINEAR                     | —         | MPC                           |
| 452406     | 2002 RQ247 | 15 set 2002 | Palomar          | NEAT                       | —         | MPC                           |
| 452407     | 2002 SW    | 23 set 2002 | Palomar          | NEAT                       | —         | MPC                           |
| 452408     | 2002 SU66  | 16 set 2002 | Palomar          | NEAT                       | —         | MPC                           |
| 452409     | 2002 SH71  | 26 set 2002 | Palomar          | NEAT                       | —         | MPC                           |
| 452410     | 2002 SQ73  | 16 set 2002 | Palomar          | NEAT                       | —         | MPC                           |
| 452411     | 2002 TW6   | 1 out 2002  | Anderson Mesa    | LONEOS                     | —         | MPC                           |
| 452412     | 2002 TG91  | 3 out 2002  | Palomar          | NEAT                       | —         | MPC                           |
| 452413     | 2002 TX91  | 2 out 2002  | Socorro          | LINEAR                     | —         | MPC                           |
| 452414     | 2002 TO126 | 4 out 2002  | Socorro          | LINEAR                     | —         | MPC                           |
| 452415     | 2002 TL181 | 3 out 2002  | Socorro          | LINEAR                     | —         | MPC                           |
| 452416     | 2002 UA2   | 25 out 2002 | Palomar          | NEAT                       | —         | MPC                           |
| 452417     | 2002 UF29  | 31 out 2002 | Socorro          | LINEAR                     | Iannini   | MPC                           |
| 452418     | 2002 VF24  | 5 nov 2002  | Socorro          | LINEAR                     | Iannini   | MPC                           |
| 452419     | 2002 VQ85  | 11 nov 2002 | Socorro          | LINEAR                     | —         | MPC                           |
| 452420     | 2002 VU91  | 6 nov 2002  | Anderson Mesa    | LONEOS                     | —         | MPC                           |
| 452421     | 2002 VX99  | 13 nov 2002 | Palomar          | NEAT                       | —         | MPC                           |
| 452422     | 2002 VB117 | 13 nov 2002 | Palomar          | NEAT                       | Phocaea   | MPC                           |
| 452423     | 2002 VD147 | 4 nov 2002  | Palomar          | NEAT                       | —         | MPC                           |
| 452424     | 2002 WS4   | 21 nov 2002 | Palomar          | NEAT                       | —         | MPC                           |
| 452425     | 2002 XW70  | 10 dez 2002 | Socorro          | LINEAR                     | —         | MPC                           |
| 452426     | 2002 YR12  | 14 dez 2002 | Socorro          | LINEAR                     | —         | MPC                           |
| 452427     | 2003 AA52  | 5 jan 2003  | Socorro          | LINEAR                     | —         | MPC                           |
| 452428     | 2003 BW22  | 25 jan 2003 | Palomar          | NEAT                       | —         | MPC                           |
| 452429     | 2003 BE29  | 27 jan 2003 | Anderson Mesa    | LONEOS                     | —         | MPC                           |
| 452430     | 2003 BS71  | 28 jan 2003 | Socorro          | LINEAR                     | —         | MPC                           |
| 452431     | 2003 CL8   | 1 fev 2003  | Haleakala        | NEAT                       | —         | MPC                           |
| 452432     | 2003 EA30  | 6 mar 2003  | Palomar          | NEAT                       | —         | MPC                           |
| 452433     | 2003 FS22  | 26 mar 2003 | Kitt Peak        | Spacewatch                 | —         | MPC                           |
| 452434     | 2003 FC45  | 24 mar 2003 | Kitt Peak        | Spacewatch                 | —         | MPC                           |
| 452435     | 2003 GB    | 11 mar 2003 | Socorro          | LINEAR                     | —         | MPC                           |
| 452436     | 2003 HJ13  | 24 abr 2003 | Kitt Peak        | Spacewatch                 | —         | MPC                           |
| 452437     | 2003 KW33  | 27 mai 2003 | Kitt Peak        | Spacewatch                 | —         | MPC                           |
| 452438     | 2003 QG2   | 20 ago 2003 | Socorro          | LINEAR                     | —         | MPC                           |
| 452439     | 2003 QC68  | 25 ago 2003 | Socorro          | LINEAR                     | —         | MPC                           |
| 452440     | 2003 QM74  | 24 ago 2003 | Socorro          | LINEAR                     | —         | MPC                           |
| 452441     | 2003 QU112 | 21 ago 2003 | Socorro          | LINEAR                     | —         | MPC                           |
| 452442     | 2003 SD29  | 18 set 2003 | Palomar          | NEAT                       | —         | MPC                           |
| 452443     | 2003 SN72  | 18 set 2003 | Kitt Peak        | Spacewatch                 | —         | MPC                           |
| 452444     | 2003 SQ111 | 20 set 2003 | Socorro          | LINEAR                     | —         | MPC                           |
| 452445     | 2003 ST113 | 16 set 2003 | Kitt Peak        | Spacewatch                 | —         | MPC                           |
| 452446     | 2003 SC118 | 16 set 2003 | Palomar          | NEAT                       | —         | MPC                           |
| 452447     | 2003 SE203 | 22 set 2003 | Anderson Mesa    | LONEOS                     | —         | MPC                           |
| 452448     | 2003 SG205 | 23 set 2003 | Palomar          | NEAT                       | —         | MPC                           |
| 452449     | 2003 SM216 | 26 set 2003 | Socorro          | LINEAR                     | —         | MPC                           |
| 452450     | 2003 SK292 | 25 set 2003 | Palomar          | NEAT                       | —         | MPC                           |
| 452451     | 2003 SX312 | 17 set 2003 | Palomar          | NEAT                       | —         | MPC                           |
| 452452     | 2003 SU331 | 27 set 2003 | Kitt Peak        | Spacewatch                 | —         | MPC                           |
| 452453     | 2003 SG338 | 26 set 2003 | Apache Point     | SDSS                       | —         | MPC                           |
| 452454     | 2003 SE341 | 16 set 2003 | Kitt Peak        | Spacewatch                 | Ursula    | MPC                           |
| 452455     | 2003 SR352 | 19 set 2003 | Campo Imperatore | CINEOS                     | —         | MPC                           |
| 452456     | 2003 SQ373 | 26 set 2003 | Apache Point     | SDSS                       | —         | MPC                           |
| 452457     | 2003 SD432 | 18 set 2003 | Kitt Peak        | Spacewatch                 | —         | MPC                           |
| 452458     | 2003 TH1   | 4 out 2003  | Kingsnake        | J. V. McClusky             | —         | MPC                           |
| 452459     | 2003 UN2   | 16 out 2003 | Kitt Peak        | Spacewatch                 | —         | MPC                           |
| 452460     | 2003 UY119 | 18 out 2003 | Kitt Peak        | Spacewatch                 | —         | MPC                           |
| 452461     | 2003 UM165 | 21 out 2003 | Kitt Peak        | Spacewatch                 | —         | MPC                           |
| 452462     | 2003 UC240 | 24 out 2003 | Kitt Peak        | Spacewatch                 | —         | MPC                           |
| 452463     | 2003 UY287 | 1 out 2003  | Kitt Peak        | Spacewatch                 | —         | MPC                           |
| 452464     | 2003 UH379 | 22 out 2003 | Apache Point     | SDSS                       | —         | MPC                           |
| 452465     | 2003 VX8   | 15 nov 2003 | Kitt Peak        | Spacewatch                 | —         | MPC                           |
| 452466     | 2003 WM16  | 18 nov 2003 | Palomar          | NEAT                       | —         | MPC                           |
| 452467     | 2003 WN31  | 18 nov 2003 | Palomar          | NEAT                       | —         | MPC                           |
| 452468     | 2003 WM158 | 28 set 2003 | Desert Eagle     | W. K. Y. Yeung             | —         | MPC                           |
| 452469     | 2003 YP8   | 19 dez 2003 | Kitt Peak        | Spacewatch                 | —         | MPC                           |
| 452470     | 2003 YG41  | 19 dez 2003 | Kitt Peak        | Spacewatch                 | —         | MPC                           |
| 452471     | 2003 YZ180 | 18 dez 2003 | Palomar          | NEAT                       | —         | MPC                           |
| 452472     | 2004 AY14  | 15 jan 2004 | Kitt Peak        | Spacewatch                 | —         | MPC                           |
| 452473     | 2004 BT10  | 17 jan 2004 | Haleakala        | NEAT                       | —         | MPC                           |
| 452474     | 2004 BG11  | 18 jan 2004 | Catalina         | CSS                        | —         | MPC                           |
| 452475     | 2004 BW15  | 18 jan 2004 | Palomar          | NEAT                       | —         | MPC                           |
| 452476     | 2004 BZ81  | 27 jan 2004 | Kitt Peak        | Spacewatch                 | —         | MPC                           |
| 452477     | 2004 BM84  | 25 jan 2004 | Haleakala        | NEAT                       | —         | MPC                           |
| 452478     | 2004 BL115 | 30 jan 2004 | Socorro          | LINEAR                     | Phocaea   | MPC                           |
| 452479     | 2004 BR115 | 22 jan 2004 | Socorro          | LINEAR                     | —         | MPC                           |
| 452480     | 2004 CG40  | 2 fev 2004  | Socorro          | LINEAR                     | —         | MPC                           |
| 452481     | 2004 CG58  | 14 fev 2004 | Socorro          | LINEAR                     | —         | MPC                           |
| 452482     | 2004 CM103 | 12 fev 2004 | Palomar          | NEAT                       | —         | MPC                           |
| 452483     | 2004 DR34  | 24 jan 2004 | Socorro          | LINEAR                     | —         | MPC                           |
| 452484     | 2004 DN35  | 19 fev 2004 | Socorro          | LINEAR                     | —         | MPC                           |
| 452485     | 2004 DB64  | 29 fev 2004 | Kitt Peak        | Spacewatch                 | —         | MPC                           |
| 452486     | 2004 EU44  | 15 mar 2004 | Kitt Peak        | Spacewatch                 | —         | MPC                           |
| 452487     | 2004 FB1   | 17 mar 2004 | Mount Graham     | W. H. Ryan, C. T. Martinez | —         | MPC                           |
| 452488     | 2004 FW25  | 17 mar 2004 | Socorro          | LINEAR                     | —         | MPC                           |
| 452489     | 2004 FN38  | 17 mar 2004 | Socorro          | LINEAR                     | —         | MPC                           |
| 452490     | 2004 FA126 | 27 mar 2004 | Socorro          | LINEAR                     | —         | MPC                           |
| 452491     | 2004 FB131 | 22 mar 2004 | Anderson Mesa    | LONEOS                     | —         | MPC                           |
| 452492     | 2004 GH29  | 12 abr 2004 | Anderson Mesa    | LONEOS                     | —         | MPC                           |
| 452493     | 2004 GS56  | 13 abr 2004 | Kitt Peak        | Spacewatch                 | —         | MPC                           |
| 452494     | 2004 HX32  | 21 abr 2004 | Kitt Peak        | Spacewatch                 | —         | MPC                           |
| 452495     | 2004 PO22  | 16 jul 2004 | Campo Imperatore | CINEOS                     | —         | MPC                           |
| 452496     | 2004 PZ33  | 8 ago 2004  | Anderson Mesa    | LONEOS                     | —         | MPC                           |
| 452497     | 2004 PW63  | 10 ago 2004 | Socorro          | LINEAR                     | —         | MPC                           |
| 452498     | 2004 QG1   | 19 ago 2004 | Socorro          | LINEAR                     | —         | MPC                           |
| 452499     | 2004 QP10  | 21 ago 2004 | Siding Spring    | SSS                        | —         | MPC                           |
| 452500     | 2004 RW9   | 7 set 2004  | Socorro          | LINEAR                     | —         | MPC                           |

## 452501–452600
| Designação | Designação | Descoberta  | Descoberta    | Descobridor(es)     | Categoria | Mais informações / Referência |
| Permanente | Provisória | Data        | Local         | Descobridor(es)     | Categoria | Mais informações / Referência |
| ---------- | ---------- | ----------- | ------------- | ------------------- | --------- | ----------------------------- |
| 452501     | 2004 RN28  | 10 ago 2004 | Socorro       | LINEAR              | —         | MPC                           |
| 452502     | 2004 RT52  | 8 set 2004  | Socorro       | LINEAR              | —         | MPC                           |
| 452503     | 2004 RT84  | 17 ago 2004 | Socorro       | LINEAR              | —         | MPC                           |
| 452504     | 2004 RF91  | 8 set 2004  | Socorro       | LINEAR              | —         | MPC                           |
| 452505     | 2004 RL99  | 23 ago 2004 | Kitt Peak     | Spacewatch          | Flora     | MPC                           |
| 452506     | 2004 RS178 | 22 ago 2004 | Kitt Peak     | Spacewatch          | —         | MPC                           |
| 452507     | 2004 RL179 | 11 ago 2004 | Socorro       | LINEAR              | —         | MPC                           |
| 452508     | 2004 RM184 | 22 ago 2004 | Kitt Peak     | Spacewatch          | —         | MPC                           |
| 452509     | 2004 RU185 | 10 set 2004 | Socorro       | LINEAR              | —         | MPC                           |
| 452510     | 2004 RO203 | 11 set 2004 | Kitt Peak     | Spacewatch          | —         | MPC                           |
| 452511     | 2004 RD251 | 14 set 2004 | Socorro       | LINEAR              | —         | MPC                           |
| 452512     | 2004 RL265 | 10 set 2004 | Kitt Peak     | Spacewatch          | —         | MPC                           |
| 452513     | 2004 RZ266 | 11 set 2004 | Kitt Peak     | Spacewatch          | —         | MPC                           |
| 452514     | 2004 RU291 | 10 set 2004 | Socorro       | LINEAR              | —         | MPC                           |
| 452515     | 2004 RC301 | 11 set 2004 | Kitt Peak     | Spacewatch          | —         | MPC                           |
| 452516     | 2004 RW321 | 13 set 2004 | Socorro       | LINEAR              | —         | MPC                           |
| 452517     | 2004 RY335 | 15 set 2004 | Kitt Peak     | Spacewatch          | —         | MPC                           |
| 452518     | 2004 RA356 | 7 set 2004  | Kitt Peak     | Spacewatch          | —         | MPC                           |
| 452519     | 2004 SJ53  | 10 set 2004 | Socorro       | LINEAR              | —         | MPC                           |
| 452520     | 2004 TK4   | 4 out 2004  | Kitt Peak     | Spacewatch          | —         | MPC                           |
| 452521     | 2004 TW16  | 9 out 2004  | Socorro       | LINEAR              | —         | MPC                           |
| 452522     | 2004 TO40  | 4 out 2004  | Kitt Peak     | Spacewatch          | —         | MPC                           |
| 452523     | 2004 TT53  | 4 out 2004  | Kitt Peak     | Spacewatch          | —         | MPC                           |
| 452524     | 2004 TL58  | 5 out 2004  | Kitt Peak     | Spacewatch          | —         | MPC                           |
| 452525     | 2004 TT71  | 6 out 2004  | Kitt Peak     | Spacewatch          | —         | MPC                           |
| 452526     | 2004 TJ76  | 7 out 2004  | Kitt Peak     | Spacewatch          | Brangane  | MPC                           |
| 452527     | 2004 TN77  | 7 out 2004  | Kitt Peak     | Spacewatch          | —         | MPC                           |
| 452528     | 2004 TP83  | 5 out 2004  | Kitt Peak     | Spacewatch          | —         | MPC                           |
| 452529     | 2004 TP95  | 17 set 2004 | Kitt Peak     | Spacewatch          | —         | MPC                           |
| 452530     | 2004 TY95  | 5 out 2004  | Kitt Peak     | Spacewatch          | Brangane  | MPC                           |
| 452531     | 2004 TQ143 | 4 out 2004  | Kitt Peak     | Spacewatch          | —         | MPC                           |
| 452532     | 2004 TV152 | 6 out 2004  | Kitt Peak     | Spacewatch          | —         | MPC                           |
| 452533     | 2004 TC164 | 6 out 2004  | Kitt Peak     | Spacewatch          | Ursula    | MPC                           |
| 452534     | 2004 TG175 | 9 out 2004  | Socorro       | LINEAR              | —         | MPC                           |
| 452535     | 2004 TM201 | 7 out 2004  | Kitt Peak     | Spacewatch          | —         | MPC                           |
| 452536     | 2004 TM211 | 8 out 2004  | Kitt Peak     | Spacewatch          | —         | MPC                           |
| 452537     | 2004 TF215 | 10 out 2004 | Kitt Peak     | Spacewatch          | —         | MPC                           |
| 452538     | 2004 TX265 | 9 out 2004  | Kitt Peak     | Spacewatch          | —         | MPC                           |
| 452539     | 2004 TZ272 | 9 out 2004  | Kitt Peak     | Spacewatch          | —         | MPC                           |
| 452540     | 2004 TH275 | 9 out 2004  | Kitt Peak     | Spacewatch          | —         | MPC                           |
| 452541     | 2004 TT335 | 10 out 2004 | Kitt Peak     | Spacewatch          | —         | MPC                           |
| 452542     | 2004 TD343 | 13 out 2004 | Kitt Peak     | Spacewatch          | —         | MPC                           |
| 452543     | 2004 TC369 | 14 out 2004 | Kitt Peak     | Spacewatch          | —         | MPC                           |
| 452544     | 2004 UX4   | 16 out 2004 | Socorro       | LINEAR              | —         | MPC                           |
| 452545     | 2004 VB14  | 4 nov 2004  | Socorro       | LINEAR              | —         | MPC                           |
| 452546     | 2004 VD37  | 24 out 2004 | Kitt Peak     | Spacewatch          | —         | MPC                           |
| 452547     | 2004 VD66  | 4 nov 2004  | Kitt Peak     | Spacewatch          | —         | MPC                           |
| 452548     | 2004 VC81  | 9 out 2004  | Kitt Peak     | Spacewatch          | —         | MPC                           |
| 452549     | 2004 WS    | 3 nov 2004  | Anderson Mesa | LONEOS              | —         | MPC                           |
| 452550     | 2004 WG6   | 19 nov 2004 | Socorro       | LINEAR              | —         | MPC                           |
| 452551     | 2004 XV29  | 10 dez 2004 | Socorro       | LINEAR              | —         | MPC                           |
| 452552     | 2004 XJ68  | 3 dez 2004  | Kitt Peak     | Spacewatch          | —         | MPC                           |
| 452553     | 2004 XC73  | 10 dez 2004 | Socorro       | LINEAR              | —         | MPC                           |
| 452554     | 2004 XC110 | 10 nov 2004 | Kitt Peak     | Spacewatch          | —         | MPC                           |
| 452555     | 2004 XR148 | 14 dez 2004 | Socorro       | LINEAR              | —         | MPC                           |
| 452556     | 2004 XW155 | 14 dez 2004 | Socorro       | LINEAR              | —         | MPC                           |
| 452557     | 2004 YO2   | 16 dez 2004 | Socorro       | LINEAR              | —         | MPC                           |
| 452558     | 2004 YL12  | 18 dez 2004 | Mount Lemmon  | Mount Lemmon Survey | Mitidika  | MPC                           |
| 452559     | 2004 YV26  | 19 dez 2004 | Mount Lemmon  | Mount Lemmon Survey | —         | MPC                           |
| 452560     | 2004 YU27  | 16 dez 2004 | Kitt Peak     | Spacewatch          | —         | MPC                           |
| 452561     | 2005 AB    | 1 jan 2005  | Catalina      | CSS                 | —         | MPC                           |
| 452562     | 2005 AM24  | 7 jan 2005  | Catalina      | CSS                 | —         | MPC                           |
| 452563     | 2005 AF31  | 11 jan 2005 | Socorro       | LINEAR              | —         | MPC                           |
| 452564     | 2005 AX37  | 13 jan 2005 | Kitt Peak     | Spacewatch          | —         | MPC                           |
| 452565     | 2005 AW65  | 13 jan 2005 | Kitt Peak     | Spacewatch          | —         | MPC                           |
| 452566     | 2005 AJ68  | 13 jan 2005 | Catalina      | CSS                 | —         | MPC                           |
| 452567     | 2005 AX72  | 19 dez 2004 | Mount Lemmon  | Mount Lemmon Survey | —         | MPC                           |
| 452568     | 2005 BM15  | 16 jan 2005 | Kitt Peak     | Spacewatch          | —         | MPC                           |
| 452569     | 2005 BK36  | 16 jan 2005 | Mauna Kea     | C. Veillet          | —         | MPC                           |
| 452570     | 2005 CV7   | 7 jan 2005  | Catalina      | CSS                 | —         | MPC                           |
| 452571     | 2005 CF24  | 2 fev 2005  | Catalina      | CSS                 | —         | MPC                           |
| 452572     | 2005 CV26  | 1 fev 2005  | Kitt Peak     | Spacewatch          | —         | MPC                           |
| 452573     | 2005 DU1   | 28 fev 2005 | Socorro       | LINEAR              | —         | MPC                           |
| 452574     | 2005 ES36  | 4 mar 2005  | Socorro       | LINEAR              | —         | MPC                           |
| 452575     | 2005 EK109 | 4 mar 2005  | Socorro       | LINEAR              | —         | MPC                           |
| 452576     | 2005 EU162 | 10 mar 2005 | Mount Lemmon  | Mount Lemmon Survey | —         | MPC                           |
| 452577     | 2005 EA189 | 10 mar 2005 | Siding Spring | SSS                 | —         | MPC                           |
| 452578     | 2005 EV221 | 18 jan 1999 | Kitt Peak     | Spacewatch          | —         | MPC                           |
| 452579     | 2005 EB276 | 8 mar 2005  | Catalina      | CSS                 | —         | MPC                           |
| 452580     | 2005 GW49  | 5 abr 2005  | Mount Lemmon  | Mount Lemmon Survey | —         | MPC                           |
| 452581     | 2005 GZ112 | 10 mar 2005 | Catalina      | CSS                 | —         | MPC                           |
| 452582     | 2005 GM130 | 7 abr 2005  | Kitt Peak     | Spacewatch          | —         | MPC                           |
| 452583     | 2005 JF47  | 3 mai 2005  | Kitt Peak     | Spacewatch          | —         | MPC                           |
| 452584     | 2005 JE58  | 14 abr 2005 | Kitt Peak     | Spacewatch          | —         | MPC                           |
| 452585     | 2005 JG61  | 8 mai 2005  | Kitt Peak     | Spacewatch          | —         | MPC                           |
| 452586     | 2005 JP71  | 7 mai 2005  | Kitt Peak     | Spacewatch          | Phocaea   | MPC                           |
| 452587     | 2005 JH79  | 10 mai 2005 | Mount Lemmon  | Mount Lemmon Survey | —         | MPC                           |
| 452588     | 2005 JM95  | 8 mai 2005  | Mount Lemmon  | Mount Lemmon Survey | —         | MPC                           |
| 452589     | 2005 JF103 | 9 mai 2005  | Kitt Peak     | Spacewatch          | —         | MPC                           |
| 452590     | 2005 JO118 | 10 mai 2005 | Kitt Peak     | Spacewatch          | —         | MPC                           |
| 452591     | 2005 JC134 | 14 mai 2005 | Mount Lemmon  | Mount Lemmon Survey | —         | MPC                           |
| 452592     | 2005 JJ177 | 11 mai 2005 | Kitt Peak     | Spacewatch          | —         | MPC                           |
| 452593     | 2005 LO    | 1 jun 2005  | Mount Lemmon  | Mount Lemmon Survey | Phocaea   | MPC                           |
| 452594     | 2005 LA3   | 3 jun 2005  | Kitt Peak     | Spacewatch          | —         | MPC                           |
| 452595     | 2005 LB9   | 1 jun 2005  | Mount Lemmon  | Mount Lemmon Survey | —         | MPC                           |
| 452596     | 2005 LE11  | 3 jun 2005  | Kitt Peak     | Spacewatch          | —         | MPC                           |
| 452597     | 2005 LW13  | 4 jun 2005  | Kitt Peak     | Spacewatch          | —         | MPC                           |
| 452598     | 2005 LK35  | 10 jun 2005 | Kitt Peak     | Spacewatch          | —         | MPC                           |
| 452599     | 2005 MT25  | 27 jun 2005 | Kitt Peak     | Spacewatch          | —         | MPC                           |
| 452600     | 2005 MY36  | 30 jun 2005 | Catalina      | CSS                 | —         | MPC                           |

## 452601–452700
| Designação | Designação | Descoberta  | Descoberta    | Descobridor(es)     | Categoria | Mais informações / Referência |
| Permanente | Provisória | Data        | Local         | Descobridor(es)     | Categoria | Mais informações / Referência |
| ---------- | ---------- | ----------- | ------------- | ------------------- | --------- | ----------------------------- |
| 452601     | 2005 NZ3   | 11 nov 2001 | Kitt Peak     | Spacewatch          | —         | MPC                           |
| 452602     | 2005 NJ7   | 3 jul 2005  | Mount Lemmon  | Mount Lemmon Survey | —         | MPC                           |
| 452603     | 2005 NN31  | 4 jul 2005  | Mount Lemmon  | Mount Lemmon Survey | —         | MPC                           |
| 452604     | 2005 NA35  | 5 jul 2005  | Kitt Peak     | Spacewatch          | —         | MPC                           |
| 452605     | 2005 NW78  | 12 jul 2005 | Mount Lemmon  | Mount Lemmon Survey | —         | MPC                           |
| 452606     | 2005 NV92  | 15 jun 2005 | Mount Lemmon  | Mount Lemmon Survey | Eos       | MPC                           |
| 452607     | 2005 OO1   | 26 jul 2005 | Palomar       | NEAT                | —         | MPC                           |
| 452608     | 2005 PU    | 17 jun 2005 | Mount Lemmon  | Mount Lemmon Survey | —         | MPC                           |
| 452609     | 2005 PR15  | 4 ago 2005  | Palomar       | NEAT                | —         | MPC                           |
| 452610     | 2005 QD27  | 27 ago 2005 | Kitt Peak     | Spacewatch          | —         | MPC                           |
| 452611     | 2005 QZ53  | 28 ago 2005 | Kitt Peak     | Spacewatch          | —         | MPC                           |
| 452612     | 2005 QM80  | 28 ago 2005 | Anderson Mesa | LONEOS              | —         | MPC                           |
| 452613     | 2005 QD92  | 26 ago 2005 | Anderson Mesa | LONEOS              | —         | MPC                           |
| 452614     | 2005 QA123 | 28 ago 2005 | Kitt Peak     | Spacewatch          | —         | MPC                           |
| 452615     | 2005 QM123 | 28 ago 2005 | Kitt Peak     | Spacewatch          | —         | MPC                           |
| 452616     | 2005 QM128 | 28 ago 2005 | Kitt Peak     | Spacewatch          | —         | MPC                           |
| 452617     | 2005 QX147 | 28 ago 2005 | Siding Spring | SSS                 | —         | MPC                           |
| 452618     | 2005 RT    | 1 set 2005  | Anderson Mesa | LONEOS              | —         | MPC                           |
| 452619     | 2005 RZ31  | 30 ago 2005 | Kitt Peak     | Spacewatch          | —         | MPC                           |
| 452620     | 2005 SQ25  | 28 ago 2005 | Kitt Peak     | Spacewatch          | —         | MPC                           |
| 452621     | 2005 SZ47  | 24 set 2005 | Kitt Peak     | Spacewatch          | —         | MPC                           |
| 452622     | 2005 SB49  | 24 set 2005 | Kitt Peak     | Spacewatch          | —         | MPC                           |
| 452623     | 2005 SZ66  | 27 set 2005 | Kitt Peak     | Spacewatch          | —         | MPC                           |
| 452624     | 2005 SW100 | 25 set 2005 | Kitt Peak     | Spacewatch          | —         | MPC                           |
| 452625     | 2005 SV126 | 29 set 2005 | Mount Lemmon  | Mount Lemmon Survey | —         | MPC                           |
| 452626     | 2005 SA168 | 12 jul 2005 | Kitt Peak     | Spacewatch          | —         | MPC                           |
| 452627     | 2005 SA174 | 29 set 2005 | Anderson Mesa | LONEOS              | —         | MPC                           |
| 452628     | 2005 SK241 | 30 set 2005 | Kitt Peak     | Spacewatch          | —         | MPC                           |
| 452629     | 2005 SJ254 | 22 set 2005 | Palomar       | NEAT                | —         | MPC                           |
| 452630     | 2005 SZ281 | 24 set 2005 | Apache Point  | A. C. Becker        | —         | MPC                           |
| 452631     | 2005 TT29  | 3 out 2005  | Catalina      | CSS                 | —         | MPC                           |
| 452632     | 2005 TA42  | 3 out 2005  | Catalina      | CSS                 | —         | MPC                           |
| 452633     | 2005 TM50  | 1 out 2005  | Catalina      | CSS                 | —         | MPC                           |
| 452634     | 2005 TJ106 | 9 out 2005  | Kitt Peak     | Spacewatch          | —         | MPC                           |
| 452635     | 2005 TU122 | 29 set 2005 | Mount Lemmon  | Mount Lemmon Survey | —         | MPC                           |
| 452636     | 2005 TN126 | 7 out 2005  | Kitt Peak     | Spacewatch          | —         | MPC                           |
| 452637     | 2005 TZ156 | 29 set 2005 | Kitt Peak     | Spacewatch          | —         | MPC                           |
| 452638     | 2005 TO191 | 1 out 2005  | Kitt Peak     | Spacewatch          | —         | MPC                           |
| 452639     | 2005 UY6   | 29 out 2005 | Palomar       | NEAT                | —         | MPC                           |
| 452640     | 2005 UG66  | 22 out 2005 | Catalina      | CSS                 | —         | MPC                           |
| 452641     | 2005 UP84  | 22 out 2005 | Kitt Peak     | Spacewatch          | —         | MPC                           |
| 452642     | 2005 UH85  | 22 out 2005 | Kitt Peak     | Spacewatch          | —         | MPC                           |
| 452643     | 2005 UJ115 | 23 out 2005 | Kitt Peak     | Spacewatch          | —         | MPC                           |
| 452644     | 2005 UK116 | 23 out 2005 | Catalina      | CSS                 | —         | MPC                           |
| 452645     | 2005 UW128 | 24 out 2005 | Kitt Peak     | Spacewatch          | —         | MPC                           |
| 452646     | 2005 UZ129 | 24 out 2005 | Kitt Peak     | Spacewatch          | —         | MPC                           |
| 452647     | 2005 UK134 | 25 out 2005 | Anderson Mesa | LONEOS              | Phocaea   | MPC                           |
| 452648     | 2005 UZ142 | 25 out 2005 | Mount Lemmon  | Mount Lemmon Survey | —         | MPC                           |
| 452649     | 2005 UN185 | 25 out 2005 | Mount Lemmon  | Mount Lemmon Survey | —         | MPC                           |
| 452650     | 2005 UG228 | 25 out 2005 | Kitt Peak     | Spacewatch          | —         | MPC                           |
| 452651     | 2005 UP231 | 25 out 2005 | Mount Lemmon  | Mount Lemmon Survey | —         | MPC                           |
| 452652     | 2005 UU258 | 25 out 2005 | Kitt Peak     | Spacewatch          | —         | MPC                           |
| 452653     | 2005 UE264 | 27 out 2005 | Kitt Peak     | Spacewatch          | —         | MPC                           |
| 452654     | 2005 UT334 | 29 out 2005 | Mount Lemmon  | Mount Lemmon Survey | —         | MPC                           |
| 452655     | 2005 UO364 | 27 out 2005 | Kitt Peak     | Spacewatch          | —         | MPC                           |
| 452656     | 2005 UW406 | 12 out 2005 | Kitt Peak     | Spacewatch          | —         | MPC                           |
| 452657     | 2005 UA449 | 30 out 2005 | Kitt Peak     | Spacewatch          | —         | MPC                           |
| 452658     | 2005 UN472 | 30 out 2005 | Kitt Peak     | Spacewatch          | —         | MPC                           |
| 452659     | 2005 UZ487 | 23 out 2005 | Catalina      | CSS                 | —         | MPC                           |
| 452660     | 2005 UU488 | 23 out 2005 | Catalina      | CSS                 | —         | MPC                           |
| 452661     | 2005 UD512 | 29 out 2005 | Catalina      | CSS                 | —         | MPC                           |
| 452662     | 2005 VE9   | 24 out 2005 | Kitt Peak     | Spacewatch          | Brangane  | MPC                           |
| 452663     | 2005 VS23  | 30 set 2005 | Mount Lemmon  | Mount Lemmon Survey | —         | MPC                           |
| 452664     | 2005 VA24  | 1 nov 2005  | Kitt Peak     | Spacewatch          | —         | MPC                           |
| 452665     | 2005 WX46  | 25 nov 2005 | Kitt Peak     | Spacewatch          | —         | MPC                           |
| 452666     | 2005 WP54  | 26 nov 2005 | Socorro       | LINEAR              | —         | MPC                           |
| 452667     | 2005 WO66  | 22 nov 2005 | Kitt Peak     | Spacewatch          | —         | MPC                           |
| 452668     | 2005 WQ92  | 25 nov 2005 | Mount Lemmon  | Mount Lemmon Survey | —         | MPC                           |
| 452669     | 2005 WH100 | 28 nov 2005 | Catalina      | CSS                 | —         | MPC                           |
| 452670     | 2005 WU122 | 25 out 2005 | Kitt Peak     | Spacewatch          | —         | MPC                           |
| 452671     | 2005 WG133 | 25 nov 2005 | Mount Lemmon  | Mount Lemmon Survey | Brangane  | MPC                           |
| 452672     | 2005 WN143 | 22 nov 2005 | Kitt Peak     | Spacewatch          | —         | MPC                           |
| 452673     | 2005 WQ146 | 25 nov 2005 | Kitt Peak     | Spacewatch          | Charis    | MPC                           |
| 452674     | 2005 WU161 | 5 nov 2005  | Kitt Peak     | Spacewatch          | —         | MPC                           |
| 452675     | 2005 WD175 | 30 nov 2005 | Kitt Peak     | Spacewatch          | —         | MPC                           |
| 452676     | 2005 WP179 | 21 nov 2005 | Catalina      | CSS                 | Eos       | MPC                           |
| 452677     | 2005 WS204 | 25 nov 2005 | Mount Lemmon  | Mount Lemmon Survey | —         | MPC                           |
| 452678     | 2005 XC16  | 1 nov 2005  | Mount Lemmon  | Mount Lemmon Survey | —         | MPC                           |
| 452679     | 2005 XZ20  | 29 out 2005 | Kitt Peak     | Spacewatch          | —         | MPC                           |
| 452680     | 2005 XA25  | 2 dez 2005  | Kitt Peak     | Spacewatch          | —         | MPC                           |
| 452681     | 2005 XZ39  | 5 dez 2005  | Mount Lemmon  | Mount Lemmon Survey | —         | MPC                           |
| 452682     | 2005 XF44  | 2 dez 2005  | Kitt Peak     | Spacewatch          | —         | MPC                           |
| 452683     | 2005 XB59  | 3 dez 2005  | Kitt Peak     | Spacewatch          | —         | MPC                           |
| 452684     | 2005 XK59  | 3 dez 2005  | Kitt Peak     | Spacewatch          | —         | MPC                           |
| 452685     | 2005 XT68  | 6 dez 2005  | Kitt Peak     | Spacewatch          | —         | MPC                           |
| 452686     | 2005 XN71  | 2 dez 2005  | Kitt Peak     | Spacewatch          | —         | MPC                           |
| 452687     | 2005 XX80  | 25 nov 2005 | Mount Lemmon  | Mount Lemmon Survey | Brangane  | MPC                           |
| 452688     | 2005 XC81  | 10 nov 2005 | Mount Lemmon  | Mount Lemmon Survey | —         | MPC                           |
| 452689     | 2005 XF85  | 25 out 2005 | Mount Lemmon  | Mount Lemmon Survey | —         | MPC                           |
| 452690     | 2005 XK116 | 1 dez 2005  | Kitt Peak     | Spacewatch          | —         | MPC                           |
| 452691     | 2005 YW3   | 23 dez 2005 | Palomar       | NEAT                | —         | MPC                           |
| 452692     | 2005 YA12  | 30 nov 2005 | Kitt Peak     | Spacewatch          | —         | MPC                           |
| 452693     | 2005 YB21  | 24 dez 2005 | Kitt Peak     | Spacewatch          | —         | MPC                           |
| 452694     | 2005 YA29  | 24 dez 2005 | Kitt Peak     | Spacewatch          | —         | MPC                           |
| 452695     | 2005 YE31  | 22 dez 2005 | Kitt Peak     | Spacewatch          | Brangane  | MPC                           |
| 452696     | 2005 YL37  | 21 dez 2005 | Catalina      | CSS                 | —         | MPC                           |
| 452697     | 2005 YW53  | 24 dez 2005 | Kitt Peak     | Spacewatch          | —         | MPC                           |
| 452698     | 2005 YR63  | 2 dez 2005  | Mount Lemmon  | Mount Lemmon Survey | —         | MPC                           |
| 452699     | 2005 YU64  | 9 mai 2000  | Kitt Peak     | Spacewatch          | —         | MPC                           |
| 452700     | 2005 YO72  | 24 dez 2005 | Kitt Peak     | Spacewatch          | —         | MPC                           |

## 452701–452800
| Designação | Designação | Descoberta  | Descoberta    | Descobridor(es)     | Categoria | Mais informações / Referência |
| Permanente | Provisória | Data        | Local         | Descobridor(es)     | Categoria | Mais informações / Referência |
| ---------- | ---------- | ----------- | ------------- | ------------------- | --------- | ----------------------------- |
| 452701     | 2005 YZ74  | 4 dez 2005  | Kitt Peak     | Spacewatch          | —         | MPC                           |
| 452702     | 2005 YH79  | 24 dez 2005 | Kitt Peak     | Spacewatch          | —         | MPC                           |
| 452703     | 2005 YN84  | 12 out 2005 | Kitt Peak     | Spacewatch          | —         | MPC                           |
| 452704     | 2005 YK88  | 25 dez 2005 | Mount Lemmon  | Mount Lemmon Survey | —         | MPC                           |
| 452705     | 2005 YX92  | 27 dez 2005 | Mount Lemmon  | Mount Lemmon Survey | —         | MPC                           |
| 452706     | 2005 YL103 | 1 dez 2005  | Kitt Peak     | Spacewatch          | Brangane  | MPC                           |
| 452707     | 2005 YA111 | 30 nov 2005 | Mount Lemmon  | Mount Lemmon Survey | —         | MPC                           |
| 452708     | 2005 YQ111 | 25 dez 2005 | Kitt Peak     | Spacewatch          | —         | MPC                           |
| 452709     | 2005 YT120 | 27 dez 2005 | Kitt Peak     | Spacewatch          | —         | MPC                           |
| 452710     | 2005 YA122 | 29 out 2005 | Mount Lemmon  | Mount Lemmon Survey | Brangane  | MPC                           |
| 452711     | 2005 YA124 | 25 dez 2005 | Kitt Peak     | Spacewatch          | —         | MPC                           |
| 452712     | 2005 YV130 | 25 dez 2005 | Mount Lemmon  | Mount Lemmon Survey | —         | MPC                           |
| 452713     | 2005 YP136 | 26 dez 2005 | Kitt Peak     | Spacewatch          | —         | MPC                           |
| 452714     | 2005 YY137 | 26 dez 2005 | Kitt Peak     | Spacewatch          | —         | MPC                           |
| 452715     | 2005 YN159 | 27 dez 2005 | Kitt Peak     | Spacewatch          | Brangane  | MPC                           |
| 452716     | 2005 YS160 | 27 dez 2005 | Kitt Peak     | Spacewatch          | —         | MPC                           |
| 452717     | 2005 YZ185 | 30 dez 2005 | Kitt Peak     | Spacewatch          | —         | MPC                           |
| 452718     | 2005 YV187 | 28 dez 2005 | Kitt Peak     | Spacewatch          | —         | MPC                           |
| 452719     | 2005 YD199 | 25 dez 2005 | Mount Lemmon  | Mount Lemmon Survey | —         | MPC                           |
| 452720     | 2005 YJ199 | 25 dez 2005 | Kitt Peak     | Spacewatch          | —         | MPC                           |
| 452721     | 2005 YT215 | 29 dez 2005 | Kitt Peak     | Spacewatch          | —         | MPC                           |
| 452722     | 2005 YE253 | 29 dez 2005 | Kitt Peak     | Spacewatch          | Brangane  | MPC                           |
| 452723     | 2005 YA266 | 27 dez 2005 | Kitt Peak     | Spacewatch          | —         | MPC                           |
| 452724     | 2005 YT275 | 21 dez 2005 | Kitt Peak     | Spacewatch          | —         | MPC                           |
| 452725     | 2006 AX7   | 7 out 2005  | Mount Lemmon  | Mount Lemmon Survey | —         | MPC                           |
| 452726     | 2006 AN36  | 4 jan 2006  | Kitt Peak     | Spacewatch          | —         | MPC                           |
| 452727     | 2006 AR37  | 4 jan 2006  | Kitt Peak     | Spacewatch          | —         | MPC                           |
| 452728     | 2006 AK40  | 30 dez 2005 | Kitt Peak     | Spacewatch          | —         | MPC                           |
| 452729     | 2006 AR66  | 9 jan 2006  | Kitt Peak     | Spacewatch          | —         | MPC                           |
| 452730     | 2006 AM85  | 28 out 2005 | Mount Lemmon  | Mount Lemmon Survey | —         | MPC                           |
| 452731     | 2006 AP91  | 7 jan 2006  | Mount Lemmon  | Mount Lemmon Survey | Brangane  | MPC                           |
| 452732     | 2006 AX105 | 8 jan 2006  | Mount Lemmon  | Mount Lemmon Survey | —         | MPC                           |
| 452733     | 2006 BF21  | 22 jan 2006 | Mount Lemmon  | Mount Lemmon Survey | Brangane  | MPC                           |
| 452734     | 2006 BU25  | 23 jan 2006 | Junk Bond     | D. Healy            | —         | MPC                           |
| 452735     | 2006 BG35  | 22 jan 2006 | Mount Lemmon  | Mount Lemmon Survey | —         | MPC                           |
| 452736     | 2006 BP44  | 23 jan 2006 | Mount Lemmon  | Mount Lemmon Survey | —         | MPC                           |
| 452737     | 2006 BS49  | 25 jan 2006 | Kitt Peak     | Spacewatch          | —         | MPC                           |
| 452738     | 2006 BT63  | 10 jan 2006 | Kitt Peak     | Spacewatch          | —         | MPC                           |
| 452739     | 2006 BC65  | 22 jan 2006 | Mount Lemmon  | Mount Lemmon Survey | Brangane  | MPC                           |
| 452740     | 2006 BJ69  | 23 jan 2006 | Kitt Peak     | Spacewatch          | —         | MPC                           |
| 452741     | 2006 BJ108 | 25 jan 2006 | Kitt Peak     | Spacewatch          | —         | MPC                           |
| 452742     | 2006 BF111 | 25 jan 2006 | Kitt Peak     | Spacewatch          | —         | MPC                           |
| 452743     | 2006 BA132 | 26 jan 2006 | Kitt Peak     | Spacewatch          | —         | MPC                           |
| 452744     | 2006 BH146 | 22 jan 2006 | Mount Lemmon  | Mount Lemmon Survey | —         | MPC                           |
| 452745     | 2006 BL156 | 25 jan 2006 | Kitt Peak     | Spacewatch          | —         | MPC                           |
| 452746     | 2006 BD160 | 26 jan 2006 | Kitt Peak     | Spacewatch          | —         | MPC                           |
| 452747     | 2006 BA174 | 27 jan 2006 | Kitt Peak     | Spacewatch          | —         | MPC                           |
| 452748     | 2006 BQ179 | 27 jan 2006 | Mount Lemmon  | Mount Lemmon Survey | —         | MPC                           |
| 452749     | 2006 BQ186 | 28 jan 2006 | Mount Lemmon  | Mount Lemmon Survey | —         | MPC                           |
| 452750     | 2006 BE192 | 30 jan 2006 | Kitt Peak     | Spacewatch          | —         | MPC                           |
| 452751     | 2006 BA200 | 30 jan 2006 | Kitt Peak     | Spacewatch          | —         | MPC                           |
| 452752     | 2006 BJ211 | 31 jan 2006 | Kitt Peak     | Spacewatch          | —         | MPC                           |
| 452753     | 2006 BD221 | 25 jan 2006 | Kitt Peak     | Spacewatch          | —         | MPC                           |
| 452754     | 2006 BV230 | 31 jan 2006 | Kitt Peak     | Spacewatch          | —         | MPC                           |
| 452755     | 2006 BV246 | 31 jan 2006 | Kitt Peak     | Spacewatch          | —         | MPC                           |
| 452756     | 2006 BB249 | 25 jan 2006 | Kitt Peak     | Spacewatch          | —         | MPC                           |
| 452757     | 2006 BB256 | 31 jan 2006 | Kitt Peak     | Spacewatch          | —         | MPC                           |
| 452758     | 2006 BT256 | 23 jan 2006 | Kitt Peak     | Spacewatch          | —         | MPC                           |
| 452759     | 2006 BN260 | 31 jan 2006 | Kitt Peak     | Spacewatch          | —         | MPC                           |
| 452760     | 2006 BQ264 | 4 jan 2006  | Mount Lemmon  | Mount Lemmon Survey | —         | MPC                           |
| 452761     | 2006 BW269 | 8 jan 2006  | Catalina      | CSS                 | —         | MPC                           |
| 452762     | 2006 BV283 | 23 jan 2006 | Mount Lemmon  | Mount Lemmon Survey | —         | MPC                           |
| 452763     | 2006 CB8   | 1 fev 2006  | Mount Lemmon  | Mount Lemmon Survey | —         | MPC                           |
| 452764     | 2006 CB21  | 1 fev 2006  | Mount Lemmon  | Mount Lemmon Survey | —         | MPC                           |
| 452765     | 2006 CR27  | 5 jan 2006  | Mount Lemmon  | Mount Lemmon Survey | —         | MPC                           |
| 452766     | 2006 CQ35  | 18 jan 2006 | Catalina      | CSS                 | —         | MPC                           |
| 452767     | 2006 CD37  | 20 jan 2006 | Kitt Peak     | Spacewatch          | —         | MPC                           |
| 452768     | 2006 CC44  | 2 fev 2006  | Kitt Peak     | Spacewatch          | —         | MPC                           |
| 452769     | 2006 CJ44  | 22 jan 2006 | Mount Lemmon  | Mount Lemmon Survey | —         | MPC                           |
| 452770     | 2006 CA47  | 3 fev 2006  | Kitt Peak     | Spacewatch          | —         | MPC                           |
| 452771     | 2006 CS66  | 13 dez 1999 | Kitt Peak     | Spacewatch          | Ursula    | MPC                           |
| 452772     | 2006 DB12  | 2 fev 2006  | Kitt Peak     | Spacewatch          | —         | MPC                           |
| 452773     | 2006 DM14  | 22 fev 2006 | Anderson Mesa | LONEOS              | —         | MPC                           |
| 452774     | 2006 DL17  | 1 fev 2006  | Kitt Peak     | Spacewatch          | —         | MPC                           |
| 452775     | 2006 DW27  | 20 fev 2006 | Kitt Peak     | Spacewatch          | —         | MPC                           |
| 452776     | 2006 DY39  | 2 fev 2006  | Mount Lemmon  | Mount Lemmon Survey | —         | MPC                           |
| 452777     | 2006 DT45  | 20 fev 2006 | Kitt Peak     | Spacewatch          | —         | MPC                           |
| 452778     | 2006 DL79  | 24 fev 2006 | Kitt Peak     | Spacewatch          | —         | MPC                           |
| 452779     | 2006 DB90  | 24 fev 2006 | Kitt Peak     | Spacewatch          | —         | MPC                           |
| 452780     | 2006 DC94  | 24 fev 2006 | Kitt Peak     | Spacewatch          | —         | MPC                           |
| 452781     | 2006 DY112 | 27 fev 2006 | Kitt Peak     | Spacewatch          | —         | MPC                           |
| 452782     | 2006 DT140 | 25 fev 2006 | Kitt Peak     | Spacewatch          | —         | MPC                           |
| 452783     | 2006 DE215 | 21 fev 2006 | Mount Lemmon  | Mount Lemmon Survey | —         | MPC                           |
| 452784     | 2006 EZ63  | 5 mar 2006  | Kitt Peak     | Spacewatch          | —         | MPC                           |
| 452785     | 2006 EV64  | 5 mar 2006  | Kitt Peak     | Spacewatch          | Ursula    | MPC                           |
| 452786     | 2006 ED73  | 4 mar 2006  | Mount Lemmon  | Mount Lemmon Survey | —         | MPC                           |
| 452787     | 2006 FS17  | 23 mar 2006 | Kitt Peak     | Spacewatch          | —         | MPC                           |
| 452788     | 2006 FX39  | 25 mar 2006 | Kitt Peak     | Spacewatch          | —         | MPC                           |
| 452789     | 2006 FK50  | 4 dez 2005  | Kitt Peak     | Spacewatch          | —         | MPC                           |
| 452790     | 2006 FL50  | 27 fev 2006 | Catalina      | CSS                 | —         | MPC                           |
| 452791     | 2006 GY24  | 23 mar 2006 | Kitt Peak     | Spacewatch          | —         | MPC                           |
| 452792     | 2006 GV41  | 7 abr 2006  | Anderson Mesa | LONEOS              | —         | MPC                           |
| 452793     | 2006 GT47  | 9 abr 2006  | Kitt Peak     | Spacewatch          | Mitidika  | MPC                           |
| 452794     | 2006 HF21  | 20 abr 2006 | Kitt Peak     | Spacewatch          | —         | MPC                           |
| 452795     | 2006 HW23  | 2 abr 2006  | Kitt Peak     | Spacewatch          | —         | MPC                           |
| 452796     | 2006 HO30  | 25 fev 2006 | Catalina      | CSS                 | —         | MPC                           |
| 452797     | 2006 HC56  | 24 abr 2006 | Anderson Mesa | LONEOS              | —         | MPC                           |
| 452798     | 2006 HU111 | 30 abr 2006 | Catalina      | CSS                 | —         | MPC                           |
| 452799     | 2006 HP113 | 25 abr 2006 | Kitt Peak     | Spacewatch          | —         | MPC                           |
| 452800     | 2006 JR5   | 3 mai 2006  | Mount Lemmon  | Mount Lemmon Survey | —         | MPC                           |

## 452801–452900
| Designação | Designação | Descoberta  | Descoberta    | Descobridor(es)     | Categoria | Mais informações / Referência |
| Permanente | Provisória | Data        | Local         | Descobridor(es)     | Categoria | Mais informações / Referência |
| ---------- | ---------- | ----------- | ------------- | ------------------- | --------- | ----------------------------- |
| 452801     | 2006 JR53  | 26 abr 2006 | Mount Lemmon  | Mount Lemmon Survey | —         | MPC                           |
| 452802     | 2006 JE56  | 2 abr 2006  | Anderson Mesa | LONEOS              | —         | MPC                           |
| 452803     | 2006 KE15  | 20 mai 2006 | Catalina      | CSS                 | —         | MPC                           |
| 452804     | 2006 KY25  | 20 mai 2006 | Kitt Peak     | Spacewatch          | —         | MPC                           |
| 452805     | 2006 KQ54  | 6 mai 2006  | Mount Lemmon  | Mount Lemmon Survey | —         | MPC                           |
| 452806     | 2006 KE66  | 3 mai 2006  | Kitt Peak     | Spacewatch          | —         | MPC                           |
| 452807     | 2006 KV89  | 28 mai 2006 | Socorro       | LINEAR              | —         | MPC                           |
| 452808     | 2006 KL94  | 8 mai 2006  | Mount Lemmon  | Mount Lemmon Survey | —         | MPC                           |
| 452809     | 2006 KC119 | 30 mai 2006 | Mount Lemmon  | Mount Lemmon Survey | —         | MPC                           |
| 452810     | 2006 LE4   | 7 jun 2006  | Siding Spring | SSS                 | —         | MPC                           |
| 452811     | 2006 PO4   | 15 ago 2006 | Hibiscus      | S. F. Hönig         | —         | MPC                           |
| 452812     | 2006 PD19  | 13 ago 2006 | Palomar       | NEAT                | —         | MPC                           |
| 452813     | 2006 PA20  | 30 jul 2006 | Siding Spring | SSS                 | —         | MPC                           |
| 452814     | 2006 PE23  | 12 ago 2006 | Palomar       | NEAT                | —         | MPC                           |
| 452815     | 2006 PJ26  | 21 jul 2006 | Catalina      | CSS                 | —         | MPC                           |
| 452816     | 2006 PM27  | 13 ago 2006 | Siding Spring | SSS                 | —         | MPC                           |
| 452817     | 2006 QB28  | 20 ago 2006 | Palomar       | NEAT                | —         | MPC                           |
| 452818     | 2006 QU29  | 17 ago 2006 | Palomar       | NEAT                | —         | MPC                           |
| 452819     | 2006 QN115 | 27 ago 2006 | Anderson Mesa | LONEOS              | —         | MPC                           |
| 452820     | 2006 QA125 | 16 ago 2006 | Palomar       | NEAT                | —         | MPC                           |
| 452821     | 2006 QA141 | 18 ago 2006 | Palomar       | NEAT                | —         | MPC                           |
| 452822     | 2006 QR158 | 19 ago 2006 | Kitt Peak     | Spacewatch          | —         | MPC                           |
| 452823     | 2006 QH168 | 30 ago 2006 | Anderson Mesa | LONEOS              | Phocaea   | MPC                           |
| 452824     | 2006 QM169 | 27 ago 2006 | Anderson Mesa | LONEOS              | —         | MPC                           |
| 452825     | 2006 QE186 | 29 ago 2006 | Anderson Mesa | LONEOS              | —         | MPC                           |
| 452826     | 2006 RF4   | 12 set 2006 | Catalina      | CSS                 | —         | MPC                           |
| 452827     | 2006 RF28  | 14 set 2006 | Palomar       | NEAT                | —         | MPC                           |
| 452828     | 2006 RH44  | 14 set 2006 | Kitt Peak     | Spacewatch          | —         | MPC                           |
| 452829     | 2006 RD54  | 14 set 2006 | Kitt Peak     | Spacewatch          | —         | MPC                           |
| 452830     | 2006 RR58  | 15 set 2006 | Kitt Peak     | Spacewatch          | —         | MPC                           |
| 452831     | 2006 RH62  | 29 ago 2006 | Kitt Peak     | Spacewatch          | Phocaea   | MPC                           |
| 452832     | 2006 RO77  | 15 set 2006 | Kitt Peak     | Spacewatch          | —         | MPC                           |
| 452833     | 2006 RA79  | 15 set 2006 | Kitt Peak     | Spacewatch          | —         | MPC                           |
| 452834     | 2006 RA82  | 15 set 2006 | Kitt Peak     | Spacewatch          | —         | MPC                           |
| 452835     | 2006 RS91  | 15 set 2006 | Kitt Peak     | Spacewatch          | —         | MPC                           |
| 452836     | 2006 RT99  | 12 set 2006 | Siding Spring | SSS                 | —         | MPC                           |
| 452837     | 2006 RW100 | 14 set 2006 | Catalina      | CSS                 | —         | MPC                           |
| 452838     | 2006 SN16  | 17 set 2006 | Catalina      | CSS                 | —         | MPC                           |
| 452839     | 2006 SZ22  | 17 set 2006 | Anderson Mesa | LONEOS              | —         | MPC                           |
| 452840     | 2006 SZ27  | 17 set 2006 | Kitt Peak     | Spacewatch          | —         | MPC                           |
| 452841     | 2006 SU53  | 16 set 2006 | Catalina      | CSS                 | —         | MPC                           |
| 452842     | 2006 SC60  | 18 set 2006 | Catalina      | CSS                 | —         | MPC                           |
| 452843     | 2006 SU63  | 18 set 2006 | Catalina      | CSS                 | —         | MPC                           |
| 452844     | 2006 SB66  | 19 set 2006 | Anderson Mesa | LONEOS              | —         | MPC                           |
| 452845     | 2006 SA69  | 19 set 2006 | Kitt Peak     | Spacewatch          | —         | MPC                           |
| 452846     | 2006 SE79  | 17 set 2006 | Catalina      | CSS                 | —         | MPC                           |
| 452847     | 2006 SN79  | 17 set 2006 | Catalina      | CSS                 | Iannini   | MPC                           |
| 452848     | 2006 SE116 | 24 set 2006 | Anderson Mesa | LONEOS              | —         | MPC                           |
| 452849     | 2006 SG140 | 22 set 2006 | Catalina      | CSS                 | —         | MPC                           |
| 452850     | 2006 ST140 | 22 set 2006 | Anderson Mesa | LONEOS              | —         | MPC                           |
| 452851     | 2006 SV142 | 19 set 2006 | Kitt Peak     | Spacewatch          | —         | MPC                           |
| 452852     | 2006 SE149 | 19 set 2006 | Kitt Peak     | Spacewatch          | —         | MPC                           |
| 452853     | 2006 SE160 | 23 set 2006 | Kitt Peak     | Spacewatch          | —         | MPC                           |
| 452854     | 2006 SP173 | 25 set 2006 | Kitt Peak     | Spacewatch          | —         | MPC                           |
| 452855     | 2006 SJ202 | 17 set 2006 | Kitt Peak     | Spacewatch          | —         | MPC                           |
| 452856     | 2006 SS204 | 17 set 2006 | Kitt Peak     | Spacewatch          | —         | MPC                           |
| 452857     | 2006 SP213 | 28 ago 2006 | Kitt Peak     | Spacewatch          | —         | MPC                           |
| 452858     | 2006 SX213 | 27 set 2006 | Catalina      | CSS                 | —         | MPC                           |
| 452859     | 2006 SW240 | 18 set 2006 | Kitt Peak     | Spacewatch          | —         | MPC                           |
| 452860     | 2006 SX255 | 26 set 2006 | Kitt Peak     | Spacewatch          | —         | MPC                           |
| 452861     | 2006 SP256 | 15 set 2006 | Kitt Peak     | Spacewatch          | —         | MPC                           |
| 452862     | 2006 SU276 | 15 set 2006 | Kitt Peak     | Spacewatch          | —         | MPC                           |
| 452863     | 2006 SQ279 | 28 set 2006 | Catalina      | CSS                 | —         | MPC                           |
| 452864     | 2006 SN285 | 25 set 2006 | Kitt Peak     | Spacewatch          | —         | MPC                           |
| 452865     | 2006 SB292 | 27 set 2006 | Catalina      | CSS                 | —         | MPC                           |
| 452866     | 2006 SH301 | 26 set 2006 | Mount Lemmon  | Mount Lemmon Survey | —         | MPC                           |
| 452867     | 2006 SY302 | 17 set 2006 | Catalina      | CSS                 | —         | MPC                           |
| 452868     | 2006 SG310 | 27 set 2006 | Kitt Peak     | Spacewatch          | —         | MPC                           |
| 452869     | 2006 SB312 | 17 set 2006 | Kitt Peak     | Spacewatch          | —         | MPC                           |
| 452870     | 2006 SO313 | 27 set 2006 | Kitt Peak     | Spacewatch          | —         | MPC                           |
| 452871     | 2006 SZ319 | 27 set 2006 | Kitt Peak     | Spacewatch          | —         | MPC                           |
| 452872     | 2006 SF331 | 15 set 2006 | Kitt Peak     | Spacewatch          | —         | MPC                           |
| 452873     | 2006 SW373 | 16 set 2006 | Apache Point  | A. C. Becker        | —         | MPC                           |
| 452874     | 2006 SX389 | 30 set 2006 | Apache Point  | A. C. Becker        | —         | MPC                           |
| 452875     | 2006 SE399 | 17 set 2006 | Kitt Peak     | Spacewatch          | —         | MPC                           |
| 452876     | 2006 SZ402 | 26 set 2006 | Mount Lemmon  | Mount Lemmon Survey | —         | MPC                           |
| 452877     | 2006 SC408 | 27 set 2006 | Mount Lemmon  | Mount Lemmon Survey | —         | MPC                           |
| 452878     | 2006 TS5   | 2 out 2006  | Mount Lemmon  | Mount Lemmon Survey | —         | MPC                           |
| 452879     | 2006 TQ31  | 12 out 2006 | Kitt Peak     | Spacewatch          | —         | MPC                           |
| 452880     | 2006 TC34  | 12 out 2006 | Palomar       | NEAT                | —         | MPC                           |
| 452881     | 2006 TO48  | 26 set 2006 | Mount Lemmon  | Mount Lemmon Survey | —         | MPC                           |
| 452882     | 2006 TM53  | 12 out 2006 | Kitt Peak     | Spacewatch          | —         | MPC                           |
| 452883     | 2006 TA73  | 11 out 2006 | Palomar       | NEAT                | —         | MPC                           |
| 452884     | 2006 TB89  | 13 out 2006 | Kitt Peak     | Spacewatch          | —         | MPC                           |
| 452885     | 2006 TA119 | 3 out 2006  | Apache Point  | A. C. Becker        | —         | MPC                           |
| 452886     | 2006 TK123 | 15 out 2006 | Kitt Peak     | Spacewatch          | —         | MPC                           |
| 452887     | 2006 UG3   | 16 out 2006 | Catalina      | CSS                 | —         | MPC                           |
| 452888     | 2006 UR27  | 16 out 2006 | Kitt Peak     | Spacewatch          | —         | MPC                           |
| 452889     | 2006 UW41  | 16 out 2006 | Kitt Peak     | Spacewatch          | —         | MPC                           |
| 452890     | 2006 UY43  | 16 out 2006 | Kitt Peak     | Spacewatch          | —         | MPC                           |
| 452891     | 2006 US61  | 19 out 2006 | Catalina      | CSS                 | —         | MPC                           |
| 452892     | 2006 UB84  | 17 out 2006 | Mount Lemmon  | Mount Lemmon Survey | —         | MPC                           |
| 452893     | 2006 US85  | 17 out 2006 | Kitt Peak     | Spacewatch          | —         | MPC                           |
| 452894     | 2006 UU102 | 18 out 2006 | Kitt Peak     | Spacewatch          | —         | MPC                           |
| 452895     | 2006 UD109 | 18 out 2006 | Kitt Peak     | Spacewatch          | —         | MPC                           |
| 452896     | 2006 UL155 | 21 out 2006 | Catalina      | CSS                 | —         | MPC                           |
| 452897     | 2006 UZ187 | 19 out 2006 | Catalina      | CSS                 | —         | MPC                           |
| 452898     | 2006 UW190 | 19 out 2006 | Catalina      | CSS                 | —         | MPC                           |
| 452899     | 2006 UE194 | 20 out 2006 | Kitt Peak     | Spacewatch          | —         | MPC                           |
| 452900     | 2006 UF213 | 4 out 2006  | Mount Lemmon  | Mount Lemmon Survey | —         | MPC                           |

## 452901–453000
| Designação | Designação | Descoberta  | Descoberta       | Descobridor(es)     | Categoria | Mais informações / Referência |
| Permanente | Provisória | Data        | Local            | Descobridor(es)     | Categoria | Mais informações / Referência |
| ---------- | ---------- | ----------- | ---------------- | ------------------- | --------- | ----------------------------- |
| 452901     | 2006 UE221 | 1 out 2006  | Kitt Peak        | Spacewatch          | —         | MPC                           |
| 452902     | 2006 UL227 | 20 out 2006 | Palomar          | NEAT                | —         | MPC                           |
| 452903     | 2006 UE259 | 25 set 2006 | Kitt Peak        | Spacewatch          | —         | MPC                           |
| 452904     | 2006 UB281 | 26 set 2006 | Mount Lemmon     | Mount Lemmon Survey | —         | MPC                           |
| 452905     | 2006 UE335 | 16 out 2006 | Kitt Peak        | Spacewatch          | —         | MPC                           |
| 452906     | 2006 VK17  | 21 out 2006 | Kitt Peak        | Spacewatch          | —         | MPC                           |
| 452907     | 2006 VA18  | 9 nov 2006  | Kitt Peak        | Spacewatch          | —         | MPC                           |
| 452908     | 2006 VV33  | 11 nov 2006 | Mount Lemmon     | Mount Lemmon Survey | —         | MPC                           |
| 452909     | 2006 VW34  | 22 out 2006 | Kitt Peak        | Spacewatch          | —         | MPC                           |
| 452910     | 2006 VJ37  | 23 out 2006 | Catalina         | CSS                 | —         | MPC                           |
| 452911     | 2006 VN56  | 11 nov 2006 | Kitt Peak        | Spacewatch          | —         | MPC                           |
| 452912     | 2006 VB58  | 11 nov 2006 | Kitt Peak        | Spacewatch          | —         | MPC                           |
| 452913     | 2006 VQ65  | 11 nov 2006 | Kitt Peak        | Spacewatch          | —         | MPC                           |
| 452914     | 2006 VG72  | 11 nov 2006 | Mount Lemmon     | Mount Lemmon Survey | —         | MPC                           |
| 452915     | 2006 VS76  | 12 nov 2006 | Mount Lemmon     | Mount Lemmon Survey | —         | MPC                           |
| 452916     | 2006 VM83  | 25 set 2006 | Mount Lemmon     | Mount Lemmon Survey | —         | MPC                           |
| 452917     | 2006 VO115 | 14 nov 2006 | Kitt Peak        | Spacewatch          | —         | MPC                           |
| 452918     | 2006 VH118 | 14 nov 2006 | Kitt Peak        | Spacewatch          | —         | MPC                           |
| 452919     | 2006 VF136 | 15 nov 2006 | Kitt Peak        | Spacewatch          | —         | MPC                           |
| 452920     | 2006 VA145 | 15 nov 2006 | Catalina         | CSS                 | —         | MPC                           |
| 452921     | 2006 VG148 | 22 out 2006 | Mount Lemmon     | Mount Lemmon Survey | —         | MPC                           |
| 452922     | 2006 VM148 | 15 nov 2006 | Mount Lemmon     | Mount Lemmon Survey | —         | MPC                           |
| 452923     | 2006 VU148 | 13 nov 2006 | Catalina         | CSS                 | —         | MPC                           |
| 452924     | 2006 VJ173 | 11 nov 2006 | Kitt Peak        | Spacewatch          | —         | MPC                           |
| 452925     | 2006 WK39  | 16 nov 2006 | Kitt Peak        | Spacewatch          | —         | MPC                           |
| 452926     | 2006 WD47  | 16 nov 2006 | Kitt Peak        | Spacewatch          | —         | MPC                           |
| 452927     | 2006 WX57  | 11 nov 2006 | Kitt Peak        | Spacewatch          | —         | MPC                           |
| 452928     | 2006 WQ73  | 21 out 2006 | Kitt Peak        | Spacewatch          | —         | MPC                           |
| 452929     | 2006 WK83  | 23 out 2006 | Mount Lemmon     | Mount Lemmon Survey | —         | MPC                           |
| 452930     | 2006 WB87  | 18 nov 2006 | Socorro          | LINEAR              | —         | MPC                           |
| 452931     | 2006 WM89  | 18 nov 2006 | Kitt Peak        | Spacewatch          | —         | MPC                           |
| 452932     | 2006 WM102 | 11 nov 2006 | Kitt Peak        | Spacewatch          | —         | MPC                           |
| 452933     | 2006 WG103 | 11 nov 2006 | Kitt Peak        | Spacewatch          | —         | MPC                           |
| 452934     | 2006 WM115 | 20 nov 2006 | Socorro          | LINEAR              | —         | MPC                           |
| 452935     | 2006 WQ138 | 22 out 2006 | Catalina         | CSS                 | —         | MPC                           |
| 452936     | 2006 WY143 | 31 out 2006 | Mount Lemmon     | Mount Lemmon Survey | —         | MPC                           |
| 452937     | 2006 WN178 | 24 nov 2006 | Kitt Peak        | Spacewatch          | —         | MPC                           |
| 452938     | 2006 WB195 | 29 nov 2006 | Socorro          | LINEAR              | Phocaea   | MPC                           |
| 452939     | 2006 XH6   | 8 dez 2006  | Palomar          | NEAT                | —         | MPC                           |
| 452940     | 2006 XQ10  | 9 dez 2006  | Kitt Peak        | Spacewatch          | —         | MPC                           |
| 452941     | 2006 XT11  | 10 dez 2006 | Kitt Peak        | Spacewatch          | —         | MPC                           |
| 452942     | 2006 XU24  | 17 out 2006 | Mount Lemmon     | Mount Lemmon Survey | —         | MPC                           |
| 452943     | 2006 XA30  | 13 dez 2006 | Mount Lemmon     | Mount Lemmon Survey | —         | MPC                           |
| 452944     | 2006 XY33  | 11 dez 2006 | Kitt Peak        | Spacewatch          | —         | MPC                           |
| 452945     | 2006 XF40  | 23 nov 2006 | Kitt Peak        | Spacewatch          | —         | MPC                           |
| 452946     | 2006 XU45  | 27 nov 2006 | Socorro          | LINEAR              | —         | MPC                           |
| 452947     | 2006 XG47  | 27 nov 2006 | Kitt Peak        | Spacewatch          | —         | MPC                           |
| 452948     | 2006 XZ48  | 13 dez 2006 | Socorro          | LINEAR              | —         | MPC                           |
| 452949     | 2006 XM54  | 11 dez 2006 | Kitt Peak        | Spacewatch          | —         | MPC                           |
| 452950     | 2006 XX72  | 13 dez 2006 | Mount Lemmon     | Mount Lemmon Survey | —         | MPC                           |
| 452951     | 2006 XG73  | 15 dez 2006 | Kitt Peak        | Spacewatch          | —         | MPC                           |
| 452952     | 2007 AC    | 6 jan 2007  | Pla D'Arguines   | R. Ferrando         | —         | MPC                           |
| 452953     | 2007 AY    | 25 nov 2006 | Mount Lemmon     | Mount Lemmon Survey | Phocaea   | MPC                           |
| 452954     | 2007 AZ6   | 13 dez 2006 | Kitt Peak        | Spacewatch          | —         | MPC                           |
| 452955     | 2007 AZ16  | 15 jan 2007 | Catalina         | CSS                 | —         | MPC                           |
| 452956     | 2007 AP17  | 15 jan 2007 | Anderson Mesa    | LONEOS              | —         | MPC                           |
| 452957     | 2007 BN6   | 26 dez 2006 | Kitt Peak        | Spacewatch          | —         | MPC                           |
| 452958     | 2007 BJ33  | 24 jan 2007 | Mount Lemmon     | Mount Lemmon Survey | —         | MPC                           |
| 452959     | 2007 BD44  | 27 nov 2006 | Mount Lemmon     | Mount Lemmon Survey | —         | MPC                           |
| 452960     | 2007 BO76  | 17 jan 2007 | Kitt Peak        | Spacewatch          | —         | MPC                           |
| 452961     | 2007 CN6   | 24 dez 2006 | Kitt Peak        | Spacewatch          | —         | MPC                           |
| 452962     | 2007 CR43  | 8 fev 2007  | Kitt Peak        | Spacewatch          | —         | MPC                           |
| 452963     | 2007 CR60  | 25 nov 2006 | Mount Lemmon     | Mount Lemmon Survey | —         | MPC                           |
| 452964     | 2007 CT62  | 1 nov 2006  | Mount Lemmon     | Mount Lemmon Survey | —         | MPC                           |
| 452965     | 2007 CB72  | 14 fev 2007 | Mauna Kea        | Mauna Kea Obs.      | —         | MPC                           |
| 452966     | 2007 DB25  | 17 fev 2007 | Kitt Peak        | Spacewatch          | —         | MPC                           |
| 452967     | 2007 DM28  | 17 fev 2007 | Kitt Peak        | Spacewatch          | —         | MPC                           |
| 452968     | 2007 DA47  | 21 fev 2007 | Socorro          | LINEAR              | —         | MPC                           |
| 452969     | 2007 DJ47  | 13 fev 2007 | Socorro          | LINEAR              | —         | MPC                           |
| 452970     | 2007 DU71  | 21 fev 2007 | Kitt Peak        | Spacewatch          | Brangane  | MPC                           |
| 452971     | 2007 DG89  | 9 fev 2007  | Kitt Peak        | Spacewatch          | —         | MPC                           |
| 452972     | 2007 DF116 | 16 fev 2007 | Catalina         | CSS                 | —         | MPC                           |
| 452973     | 2007 EW14  | 9 mar 2007  | Mount Lemmon     | Mount Lemmon Survey | —         | MPC                           |
| 452974     | 2007 EH15  | 21 fev 2007 | Mount Lemmon     | Mount Lemmon Survey | —         | MPC                           |
| 452975     | 2007 EG64  | 10 mar 2007 | Mount Lemmon     | Mount Lemmon Survey | —         | MPC                           |
| 452976     | 2007 ES131 | 9 mar 2007  | Mount Lemmon     | Mount Lemmon Survey | —         | MPC                           |
| 452977     | 2007 EW152 | 12 mar 2007 | Mount Lemmon     | Mount Lemmon Survey | —         | MPC                           |
| 452978     | 2007 ED175 | 14 mar 2007 | Kitt Peak        | Spacewatch          | —         | MPC                           |
| 452979     | 2007 EF175 | 14 mar 2007 | Kitt Peak        | Spacewatch          | —         | MPC                           |
| 452980     | 2007 EM175 | 14 mar 2007 | Kitt Peak        | Spacewatch          | —         | MPC                           |
| 452981     | 2007 EW220 | 13 mar 2007 | Kitt Peak        | Spacewatch          | —         | MPC                           |
| 452982     | 2007 ES223 | 11 mar 2007 | Catalina         | CSS                 | —         | MPC                           |
| 452983     | 2007 FY10  | 16 mar 2007 | Kitt Peak        | Spacewatch          | —         | MPC                           |
| 452984     | 2007 FQ19  | 20 mar 2007 | Mount Lemmon     | Mount Lemmon Survey | Brangane  | MPC                           |
| 452985     | 2007 FZ31  | 15 mar 2007 | Kitt Peak        | Spacewatch          | —         | MPC                           |
| 452986     | 2007 FH50  | 25 mar 2007 | Mount Lemmon     | Mount Lemmon Survey | —         | MPC                           |
| 452987     | 2007 GE1   | 6 abr 2007  | Bergisch Gladbac | W. Bickel           | —         | MPC                           |
| 452988     | 2007 GQ17  | 11 abr 2007 | Kitt Peak        | Spacewatch          | —         | MPC                           |
| 452989     | 2007 GE18  | 11 abr 2007 | Kitt Peak        | Spacewatch          | —         | MPC                           |
| 452990     | 2007 GF40  | 14 abr 2007 | Kitt Peak        | Spacewatch          | —         | MPC                           |
| 452991     | 2007 GE51  | 15 abr 2007 | Kitt Peak        | Spacewatch          | —         | MPC                           |
| 452992     | 2007 GK65  | 15 abr 2007 | Kitt Peak        | Spacewatch          | —         | MPC                           |
| 452993     | 2007 GJ73  | 15 abr 2007 | Catalina         | CSS                 | —         | MPC                           |
| 452994     | 2007 GS73  | 26 mar 2007 | Catalina         | CSS                 | —         | MPC                           |
| 452995     | 2007 HZ11  | 18 abr 2007 | Mount Lemmon     | Mount Lemmon Survey | —         | MPC                           |
| 452996     | 2007 HD60  | 16 mar 2007 | Mount Lemmon     | Mount Lemmon Survey | —         | MPC                           |
| 452997     | 2007 HD61  | 29 out 2005 | Kitt Peak        | Spacewatch          | —         | MPC                           |
| 452998     | 2007 HN68  | 16 mar 2007 | Kitt Peak        | Spacewatch          | —         | MPC                           |
| 452999     | 2007 HG88  | 19 abr 2007 | Mount Lemmon     | Mount Lemmon Survey | —         | MPC                           |
| 453000     | 2007 HW94  | 18 abr 2007 | Kitt Peak        | Spacewatch          | —         | MPC                           |